# Krieg

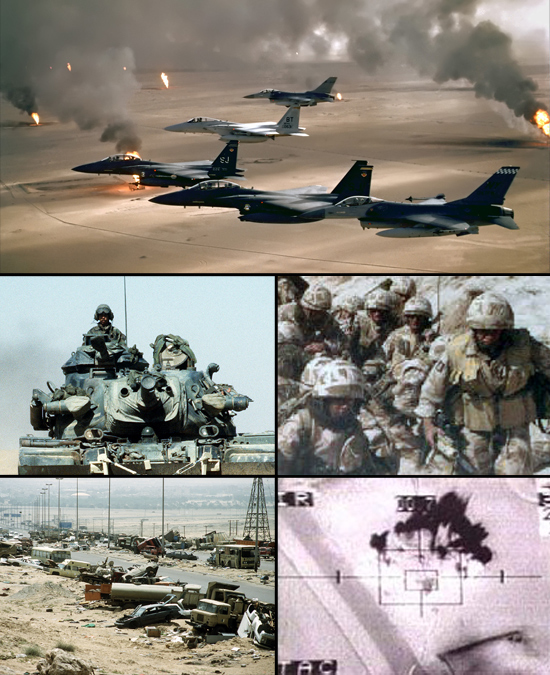
Bilder eines „modernen“ Krieges (Zweiter Golfkrieg)

Als Krieg wird ein organisierter und unter Einsatz erheblicher Mittel mit Waffen und Gewalt ausgetragener Konflikt bezeichnet, an dem planmäßig vorgehende Kollektive beteiligt sind. Ziel der beteiligten Kollektive ist es, ihre Interessen durchzusetzen. Der Konflikt soll durch Kampf und Erreichen einer Überlegenheit gelöst werden. Die dazu stattfindenden Gewalthandlungen greifen gezielt die körperliche Unversehrtheit gegnerischer Individuen an und führen so zu Tod und Verletzung. Neben Schäden an den aktiv Beteiligten eines Krieges entstehen auch immer Schäden, die entweder nicht direkt beabsichtigt sind oder Kriegstaktik („Verbrannte Erde“) sein können. Erstere werden heute euphemistisch als Kollateralschäden bzw. Begleitschäden bezeichnet. Krieg beschädigt oder zerstört auch Infrastruktur und die Lebensgrundlagen der Kollektive. Eine einheitlich akzeptierte Definition des Krieges und seiner Abgrenzung zu anderen Formen bewaffneter Konflikte existiert nicht.
Kriegsformen sind vielfältig und nicht unbedingt an Staaten oder Staatssysteme gebunden: Sie können auch innerhalb von Staaten stattfinden, etwa als Bürgerkrieg, Unabhängigkeitskrieg oder bewaffneter Konflikt, und zum Weltkrieg oder zum Völkermord führen. Trotz intensiver Diskussionen konnte man sich nicht auf eine einheitliche völkerrechtliche Definition einigen, die den Begriff des Krieges eingrenzend beschreibt. Die Genfer-Fünf-Mächte-Vereinbarung vom 12. Dezember 1932 ersetzte deswegen den unspezifischen Ausdruck „Krieg“ durch den eindeutigen der „Anwendung bewaffneter Gewalt“ (Artikel III). Die Charta der Vereinten Nationen verbot schließlich die Anwendung von oder Drohung mit Gewalt in internationalen Beziehungen grundsätzlich (Artikel 2, Ziffer 4: „Allgemeines Gewaltverbot“) und erlaubte sie nur als vom Sicherheitsrat beschlossene Sanktionsmaßnahme (Artikel 42) oder als Akt individueller oder kollektiver Selbstverteidigung (Artikel 51).
Während Rauben und absichtliches Töten von Menschen heute generell als Verbrechen gilt und in einem Rechtsstaat strafbar ist, wird „Krieg“ nicht als gewöhnliche Kriminalität betrachtet, sondern als bewaffnete Auseinandersetzung zwischen Kollektiven, die sich dazu legitimiert sehen. Damit hebt ein Krieg die zivilisatorische Gewaltbegrenzung auf eine Exekutive, wie sie der Rechtsstaat als Regelfall voraussetzt, partiell oder ganz auf: Es stehen sich bewaffnete Armeen gegenüber, die ganze Völker oder Volksgruppen repräsentieren. Diese sind damit Kriegspartei.
Kriegsparteien beurteilen ihre eigene Kriegsbeteiligung als notwendig und gerechtfertigt. Ihre organisierte Kollektivgewalt bedarf also einer Legitimation. Krieg als Staatsaktion erfordert daher ein Kriegsrecht im Innern eines Staates sowie ein Kriegsvölkerrecht zur Regelung zwischenstaatlicher Beziehungen. Dieses unterscheidet vor allem Angriffs- von Verteidigungskrieg.

## Etymologie
Das Wort „Krieg“ (von althochdeutsch chreg > mittelhochdeutsch kriec) bedeutet ursprünglich „Hartnäckigkeit“, „Anstrengung“, „Streit“, „Kampf“, „Bewaffnete Auseinandersetzung“. In diesem etymologischen Umkreis angesiedelt sind auch mittelniederdeutsch krich und mittelniederländisch crijch. Eine akademische Rekonstruktion führt neuhochdeutsch „Krieg“ auf die indogermanische Wurzel *ggghwrei- zurück. Diese hat ihre Entsprechung in griechisch brímē mit der Bedeutung „Gewalt, Wucht, Ungestüm“ und hýbris mit der Bedeutung „Überheblichkeit, Gewalttätigkeit“.
In einem weiteren sprachgeschichtlichen Zusammenhang wird auch das neuhochdeutsche Wort „Kraft“ hier eingeordnet, das möglicherweise aus der gleichen indogermanischen Wurzel entstanden ist. Die große Bandbreite der Bedeutungen spiegeln das altfriesische halskrīga mit der Bedeutung „Halssteifheit“ sowie die vermutlich in Verbindung stehenden Begriffe altirisch bríg mit der Bedeutung „Kraft, Macht“ und lettisch grînums für „Härte, Strenge“ wider.
Der Kollektivsingular, der alle Kriege subsumiert in einem „generellen Begriff vom Krieg“, entstand um 1800; ältere Enzyklopädien behandeln unter „Krieg“ einzelne Kriege oder spezifische Fragen der Kriegsführung. Ein veraltetes Wort für Krieg ist Orlog (noch heute niederländisch und afrikaans: oorlog).
Das Verbum „jemanden bekriegen“ heißt einerseits „gegen ihn Krieg führen“, andererseits hat das Grundwort kriegen die Bedeutung „sich etwas durch Krieg aneignen“, „etwas bekommen, erhalten“, „jemanden erwischen“.

## Definitionen
Für das Phänomen des Krieges gibt es verschiedene Definitionsversuche.

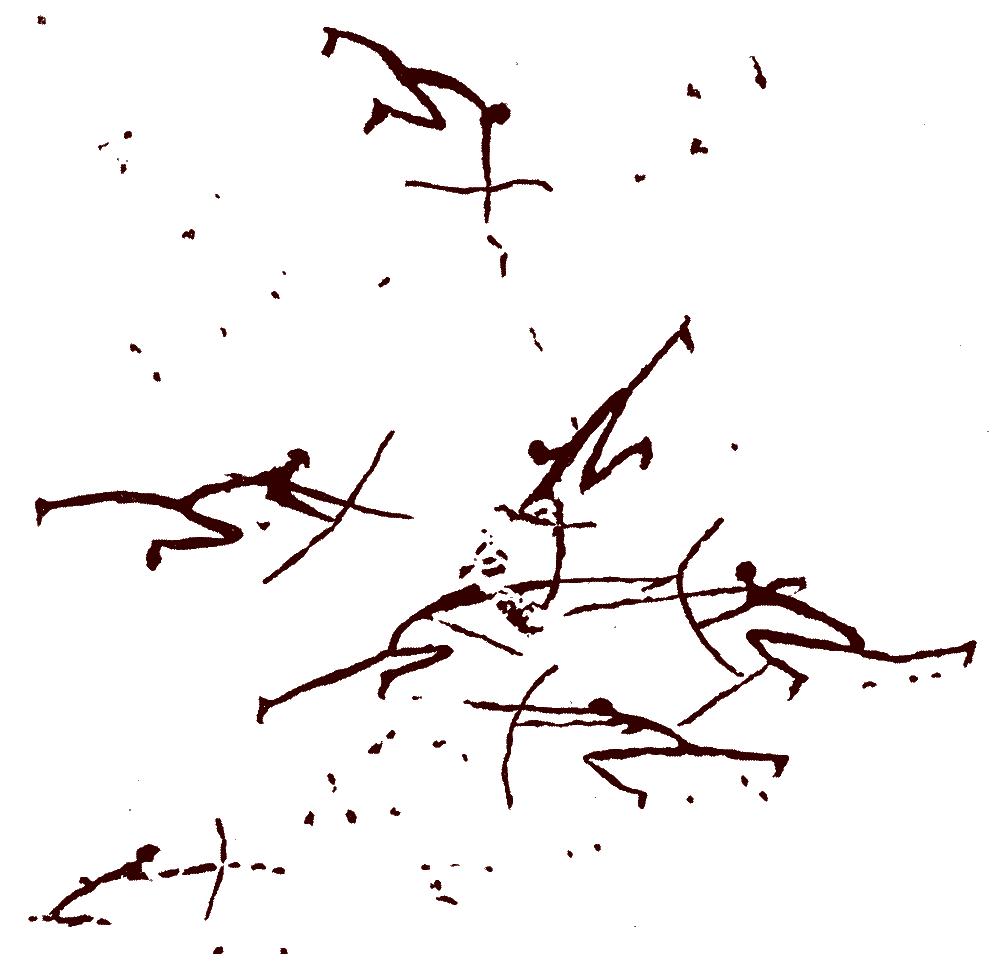
Kriegerische Auseinandersetzung im Mesolithikum (ca. zwischen 9600 und 5000 v. Chr.) zwischen zwei Gruppen von Bogenschützen. Morella la Vella, Provinz Castellón, Ostspanien

### Christliche römische Antike (Augustinus)
Als „Lehre vom gerechten Krieg“ gilt die Bestimmung des Augustinus von Hippo: Unter dem Eindruck der Plünderung Roms im Jahre 410 durch die Westgoten, dann wieder im Jahre 455 durch die Vandalen unter Geiserich und 472 durch Ricimer, schrieb der römische Bischof und Kirchenlehrer Augustinus sein Buch De civitate Dei, in dem er die grundsätzliche, philosophische Überlegung anstellte, wonach nicht der Krieg, sondern der Friede das eigentliche Gesetz der Natur sei. Dabei versuchte er, diese Lehre mit der Rechtfertigung von Verteidigungskriegen zu verknüpfen. Er entwickelte jene Thesen, auf welchen aufbauend die von Thomas von Aquin und anderen weiterentwickelte Lehre vom „gerechten Krieg“ (lat. bellum iustum) entstanden ist. Anknüpfend an die schon bei Cicero bestehenden Ansätze hob Augustinus deutlich hervor, dass ein gerechter Krieg, der von einer legalen Obrigkeit erklärt, nur die Verteidigung der legitimen, vom Angreifer verletzten Rechte zum Ziel haben und kein größeres Elend hervorrufen dürfe, als er beseitige. Augustinus betonte, Krieg entstehe durch einen ungerechten und inhumanen Angriff. Wer aber einen gerechten Krieg führen müsse, solle darüber trauern.

### Clausewitz
Ein Staatswesen voraussetzend, definierte der preußische Generalmajor, Militärwissenschaftler und -ethiker Carl von Clausewitz den „Krieg“ als höchste Form der Selbstbehauptung eines Volkes. Das entsprach in jeder Hinsicht dem Geist der Zeit, in der die Französische Revolution und die Konflikte, die aus ihr erwuchsen, zur Ausbildung von Wehrpflichtarmeen und Guerilla geführt hatten. Solche Volksbewaffnungen und Volkskriege unterstützten die Auffassung, Krieg sei ein existenzieller Kampf.
In den folgenden Jahren hingegen schränkte Clausewitz diese Auffassung stark ein und versuchte jeden Krieg auf die instrumentelle Verwirklichung weniger Grundprinzipien zu reduzieren.

„Der Krieg ist also ein Akt der Gewalt, um den Gegner zur Erfüllung unseres Willens zu zwingen.“

### Moderne
Allgemeiner und damit für Gesellschaften unterschiedlichem Differenzierungs- bzw. Entwicklungsstand gibt der US-amerikanische Kulturanthropologe und Kriegsforscher Richard Brian Ferguson (1984) eine Definition des Krieges. Er bestimmt „Krieg“ als eine zielgerichtete Handlung einer zumeist organisierten Gruppe gegen eine andere Gruppe, die die potentielle oder tatsächliche Anwendung von Gewalt in Anspruch nimmt.
Noch allgemeiner hält es der Politologe Sven Chojnacki: Krieg ist die „Extremform militärischer Gewalt zwischen mindestens zwei politischen Gruppen.“

### Völkerrecht
Im modernen Völkerrecht wird statt dem Begriff des Krieges die Bezeichnung „bewaffneter Konflikt“ angewandt. Die Genfer Konventionen unterscheiden bewaffnete internationale Konflikte von anderen Formen gewaltsamer Konfliktaustragung wie etwa innerstaatlichen Konflikten. Ein erklärter Kriegszustand, bei dem die Waffen schweigen, heißt Waffenstillstand und ein formales Eingeständnis der Niederlage Kapitulation. Diese beendet regulär die Kriegshandlungen, aber noch nicht den Krieg selbst. Gegenbegriff zum „Krieg“ ist der „Frieden“. Dieser setzt völkerrechtlich wiederum einen wie auch immer gearteten Friedensabschluss zwischen ehemaligen Kriegsgegnern voraus. Wird eine Kriegspartei im Krieg weitgehend oder vollständig zerstört, so dass sie nicht mehr Vertragspartner sein kann, spricht das Völkerrecht von Debellation (Lateinisch: „Besiegung“). Historisch häufiger aber sind Zwischenzustände wie der einer dauerhaften Besetzung ohne geltenden Friedensvertrag oder ein Zustand, bei dem sich die Gegner ständig auf einen offenen Krieg vorbereiten, dessen Verlauf planen und einüben. Paradebeispiel dafür ist der Kalte Krieg.

## Typologie des Krieges
Eine grundlegende Herausforderung bei der Typisierung von Kriegen ist die Frage, wann ein Krieg als solcher bezeichnet werden kann. In politischer und wissenschaftlicher Betrachtung wird häufig zwischen bewaffnetem Konflikt und Krieg unterschieden. Als bewaffneter Konflikt gilt ein sporadischer, eher zufällig und nicht strategisch begründeter bewaffneter Zusammenstoß zwischen kämpfenden Parteien. Die bloße Anzahl von Verletzten und Getöteten ist ein eher willkürliches Kriterium. Trotzdem nehmen große Forschungsprojekte das Maß von 1.000 Toten pro Jahr als groben Indikator dafür, dass ein bewaffneter Konflikt sich zum Krieg steigert. Manche Kriegsdefinitionen verlangen auch ein Minimum an kontinuierlichem planerischem und organisatorischem Vorgehen bei mindestens einem der Kontrahenten. Als weiteres Kriterium wird manchmal angesehen, dass mindestens eine der kämpfenden Parteien ein Staat sein muss, der sich mit seinen Streitkräften an der Auseinandersetzung beteiligt.
Ob eine bewaffnete Auseinandersetzung – u. a. in den Medien – als „Konflikt“ oder als „Krieg“ bezeichnet wird, ist oft von politischen oder propagandistischen Erwägungen abhängig. Eine Auseinandersetzung, die schon den politikwissenschaftlichen Kriterien eines Krieges entsprechen würde, kann z. B. in der Sprachregelung von Drittstaaten bewusst weiterhin als Konflikt bezeichnet und behandelt werden, um sich damit besser einem Beistandsversprechen „im Kriegsfalle“ oder anderem angemessenem Druck auf die Konfliktparteien entziehen zu können. Bei der Höherstufung eines einfachen bewaffneten Konflikts zu einem Krieg gilt analog das Gleiche.
Die folgende Typologie analysiert verschiedene Arten des Krieges auf Basis der beteiligten Akteure, ihrer Ziele und eingesetzten Mittel. Oftmals lassen sich Kriege nicht eindeutig nur einer bestimmten Kategorie zuordnen, weil sich verschiedene Typen überlagern oder sich der Charakter des Krieges im Verlauf der Kampfhandlungen verändert.

### Akteure

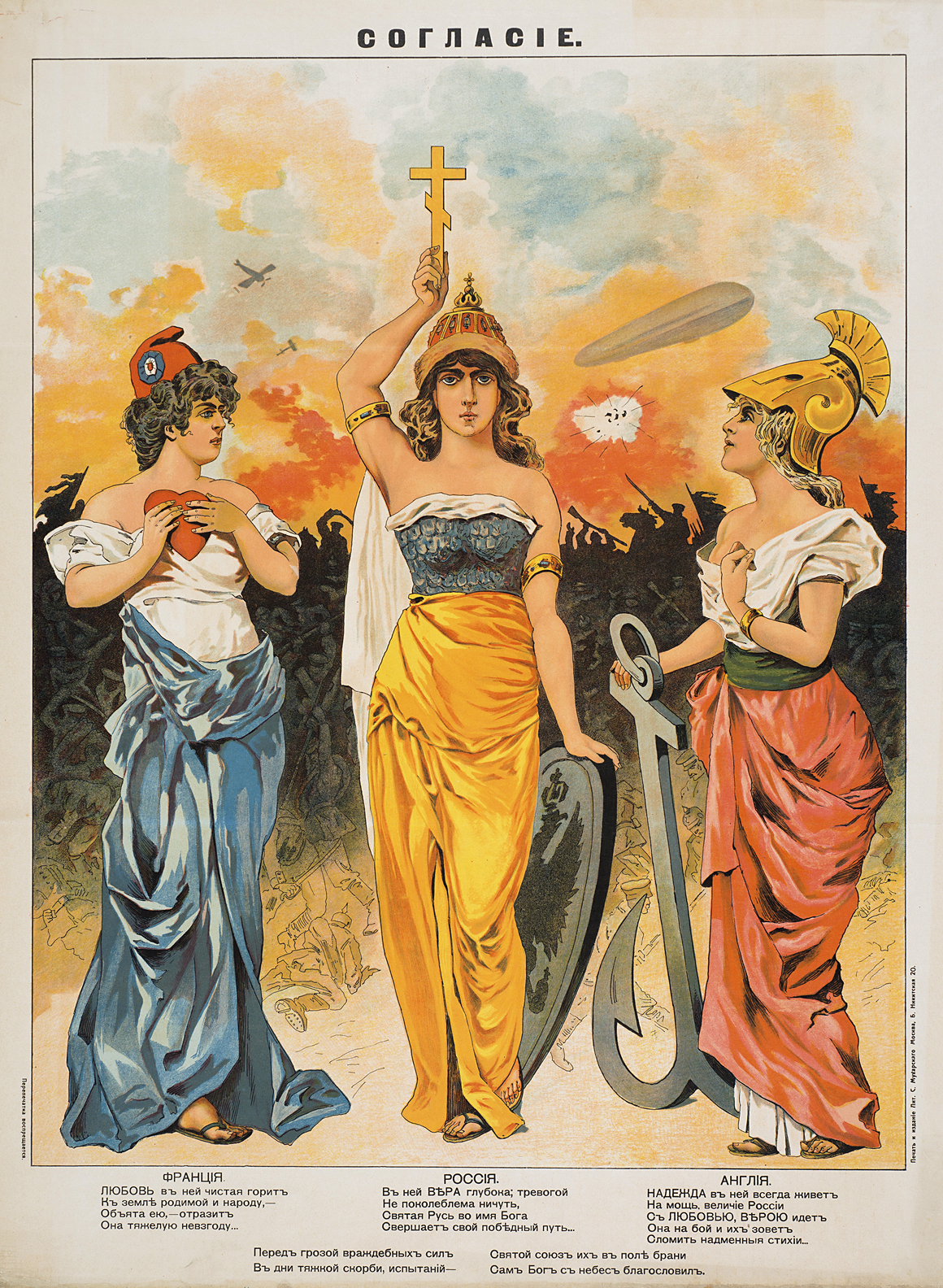
Propagandaposter der „Triple Entente“ im Ersten Weltkrieg

Einerseits lassen sich Kriege auf Basis der beteiligten Akteure bzw. Kriegsparteien in drei grundlegende Kategorien einordnen: Zwischenstaatliche, innerstaatliche und internationalisierte innerstaatliche Kriege (vereinzelt auch extra-territoriale Kriege genannt). Ein zwischenstaatlicher Krieg findet zwischen zwei oder mehreren Staaten statt. Dazu gehört unter anderem der Koalitionskrieg, bei dem sich mehrere Staaten zu einer, mehr oder weniger, gemeinsam agierenden Kriegspartei verbinden. Der Erste Weltkrieg zwischen der Entente aus Frankreich, Russland, Vereinigtem Königreich und den Mittelmächten Österreich-Ungarn, Bulgarien sowie deutschem und osmanischem Reich ist ein klassisches Beispiel für einen zwischenstaatlichen Krieg mit breiten Koalitionsbündnissen.
Ein innerstaatlicher Krieg, oftmals auch Bürgerkrieg genannt, findet zwischen Regierung und Militär eines Staates und mindestens einer nicht-staatlichen bewaffneten Gruppierung statt. Der internationalisierte innerstaatliche Krieg ist eine spezielle Art des innerstaatlichen Krieges, bei dem eine oder mehrere Kriegsparteien von ausländischen Staaten militärisch unterstützt werden. Im Falle einer Unterstützung befeindeter Kriegsparteien durch ebenfalls befeindete ausländische Kräfte spricht man auch von Stellvertreterkriegen, die insbesondere während des Kalten Krieges zwischen der Sowjetunion und den USA ausgetragen wurden. Beispiele für internationalisierte innerstaatliche Kriege sind Koreakrieg, Vietnamkrieg oder Syrienkrieg.

### Motive und Ziele

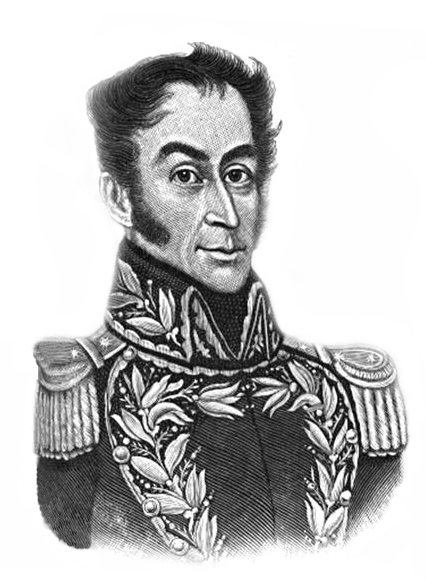
Simon Bolivar - Unabhängigkeitskämpfer und Wegbereiter der Dekolonialisierung Südamerikas

Insbesondere zwischenstaatliche Kriege eskalieren oftmals aufgrund expansionistischer oder imperialistischer Interessen eines Staates. In diesem Fall handelt es sich um Angriffskriege bzw. Eroberungskriege mit dem Ziel der Ausdehnung des staatlichen Machtbereiches, respektive der territorialen Grenzen. Der Angriffskrieg und die damit verbundene Verletzung der Souveränität und territorialen Integrität eines Staates ist nach Paragraph 2(4) der UN-Charta illegal und somit völkerrechtlich untersagt. Der komplementäre Gegenpol zum Angriffskrieg ist der Verteidigungskrieg, in dem sich der angegriffene Staat gegen die militärische Aggression von Außen verteidigt, was völkerrechtlich legal ist.
In einem Unabhängigkeitskrieg kämpft ein Volk für die Souveränität ihres eigenen Staates: z. B. als Dekolonisationskrieg gegen eine Kolonialmacht. Eine spezifischere Form des Unabhängigkeitskrieges ist der Sezessionskrieg, bei dem für die Loslösung eines Teilgebiets vom Staatsverband oder als Krieg um Autonomie für eine regionale Autonomie innerhalb eines Staates. Sie sind oft um die Folge eines Nationalitätenkonflikts.
Ob es sich um einen Unabhängigkeitskrieg handelt, hängt oftmals vom Standpunkt der jeweiligen Kriegspartei ab. So wird die Partei, die sich abspalten möchte, eher von einem Sezessionskrieg sprechen, während die Partei, die auf einem einheitlichen Staat beharrt, denselben Konflikt eher einen (innerstaatlichen) Bürgerkrieg nennen wird.

Antiregime-Kriege sind Kriege, in denen um den Sturz der Regierenden oder um die Veränderung oder den Erhalt des politischen Systems oder der Gesellschaftsordnung gekämpft wird.

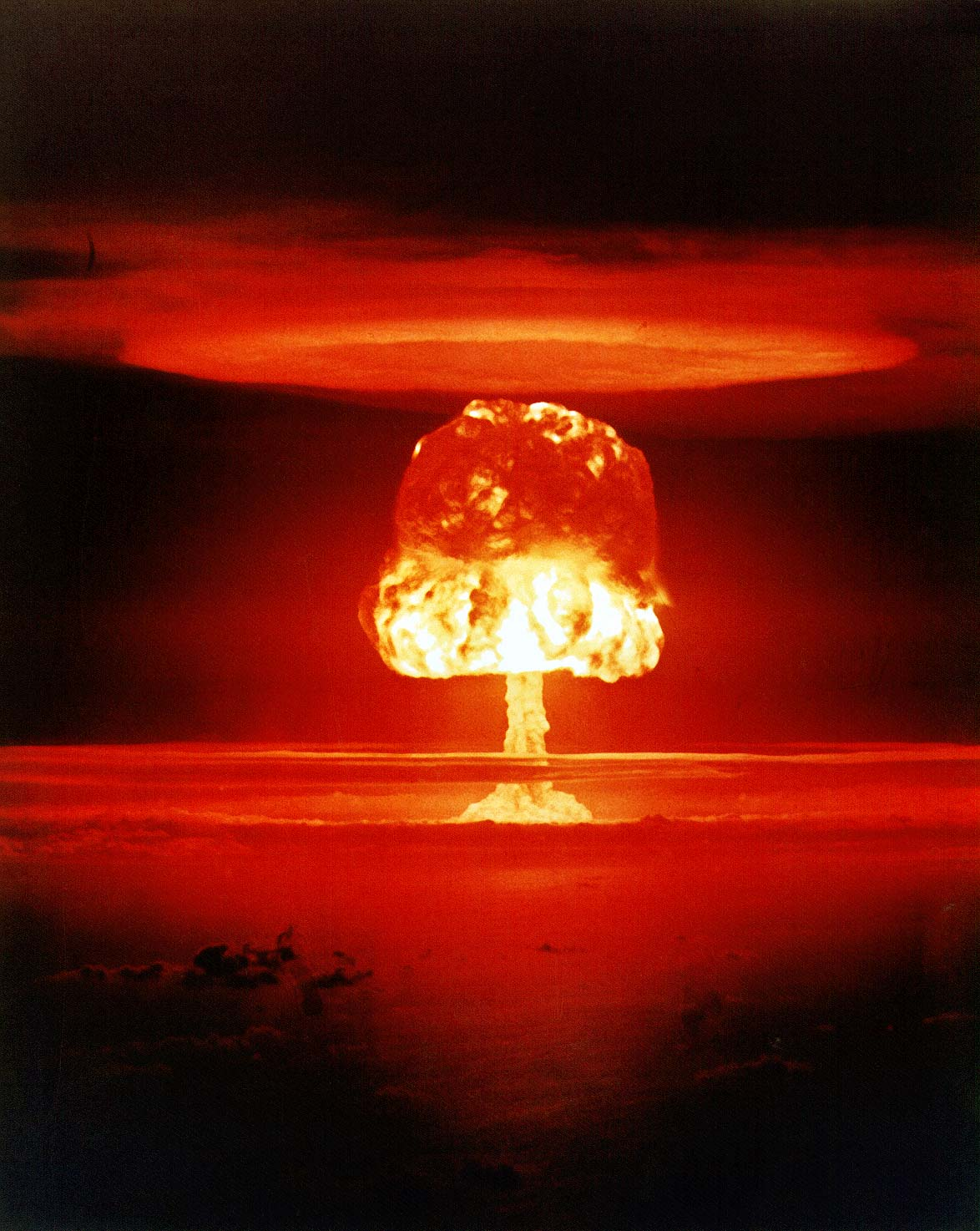
Atombombentest „Romeo“ (Sprengkraft 11 Megatonnen) 27. März 1954 – Beispiel für ein „Worst-Case-Szenario“

### Mittel
Zudem können Kriege nach den eingesetzten Mitteln der Kriegsführung typisiert werden. Die extremste Form des bekannten bzw. potenziell möglichen Krieges ist der Atomkrieg. Das Szenario eines atomaren Krieges zwischen mehreren Staaten im Besitz von Kernwaffen bestimmte maßgeblich den Kalten Krieg zwischen der NATO und dem Warschauer Pakt. Das Drohpotenzial eines beiderseitigen Einsatzes von Kernwaffen, was zu einer gesicherten Zerstörung beider Staaten führen würde, ist daher als Gleichgewicht des Schreckens bzw. als „mutually assurred destruction“ bzw. „MAD“ (deutsch: verrückt) bekannt. Aufgrund dieses angenommenen Gleichgewichts existiert die Hypothese, dass das Abschrenkungspotenzial der Kernwaffen letztendlich dazu beiträgt größere konventionelle Kriege zwischen Großmächten zu verhindern. Der bisher einzige Einsatz von Kernwaffen fand Ende des Zweiten Weltkriegs beim Abwurf zweier US-amerikanischer Atombomben auf Hiroshima und Nagasaki statt.
Ein Krieg gilt als asymmetrischer Konflikt, wenn eine technologisch und militärisch überlegene Armee gegen einen Gegner kämpft, der mittels Guerillatechniken seine Schwäche auszugleichen sucht. Partisanen- oder Guerillakriege finden häufig zwischen Kämpfern der einheimischen Bevölkerung und einer feindlichen Staatsarmee statt, die das Land angegriffen und besetzt hat. Irreguläre Streitkräfte kämpfen militärisch gegen die Streitkräfte einer Besatzungsmacht. Beispiel für einen solchen Konflikt ist auch der heutige „Krieg gegen den Terror“, den die USA nach den Anschlägen vom 11. September 2001 ausgerufen haben. In ihm kämpft eine Staatenkoalition (Koalitionskrieg) gegen eine bzw. mehrere als weltweite Kriegspartei(en) auftretende terroristische Gruppierung(en). Ob es sich bei dem vermehrten Auftreten asymmetrischer Konflikte um ein neues oder altes, nur stärker auftretendes Phänomen handelt, ist Gegenstand von Diskussionen.
Die Privatisierung oder Deregulierung der Kriegsführung kann sowohl von oben (von staatlicher Seiten) als auch von unten (z. B. durch Söldnerarmeen in privaten Ressourcenkriegen) betrieben werden.
Subformen des Krieges oder analog so bezeichnete Konflikte sind unter anderem die Fehde, Bandenkriege und Blumenkriege. Wirtschaftskriege können auch im Frieden ausgetragen werden. In Hybridkriegen wird die Unterscheidung, ob es sich um einen Krieg handelt oder nicht, absichtlich erschwert.
Weitere Kategorien, Typen und Subtypen von Krieg sind:
Bewegungskrieg, Blitzkrieg, Cyberkrieg, Erschöpfungskrieg, Gerechter Krieg, Heiliger Krieg, Hyperwar, Kleiner Krieg, Kolonialkrieg, Kreuzzug, Mehrfrontenkrieg, Präventivkrieg, Religionskrieg, Schmutziger Krieg, Stellungskrieg, Totaler Krieg, U-Boot-Krieg, Vernichtungskrieg, Volkskrieg, Weltkrieg, Zermürbungskrieg

## Dimensionen des Krieges
Geographische Aspekte spielen bei der Kriegsführung eine entscheidende Rolle. Mit der Erforschung geographischer Umstände bei der politischen Entscheidungsfindung und bei der Kriegsführung befassen sich vor allem die Geopolitik und die Geostrategie.
Die Kriegsführung hat sich im Laufe der Menschheitsgeschichte zunehmende geographischen Dimensionen erschlossen. Traditionell fand sie vor allem zu Land und auf dem Wasser statt. Im 20. Jahrhundert reifte der Luftkrieg aus, und die Militarisierung des Weltraums und des Internets, deren militärische Nutzung von Beginn an einen Anreiz zu ihrer Nutzung dargestellt hatte, schritt voran.
Der Bodenkrieg ist von allen geographisch definierten Dimensionen der Kriegsführung die bedeutsamste, weil der Mensch dauerhaft ausschließlich zu Lande überleben kann. Darüber hinaus sind politisch verfasste Gemeinwesen nur zu Lande aufzufinden. Eine militärische Lösung eines Interessenkonflikts kann daher nur an Land stattfinden. Gegenüber anderen Militärgeographien unterscheidet sich der Krieg zu Lande vor allem darin, dass dieser trotz der jüngsten Mechanisierung weiterhin personalintensiv bleibt.

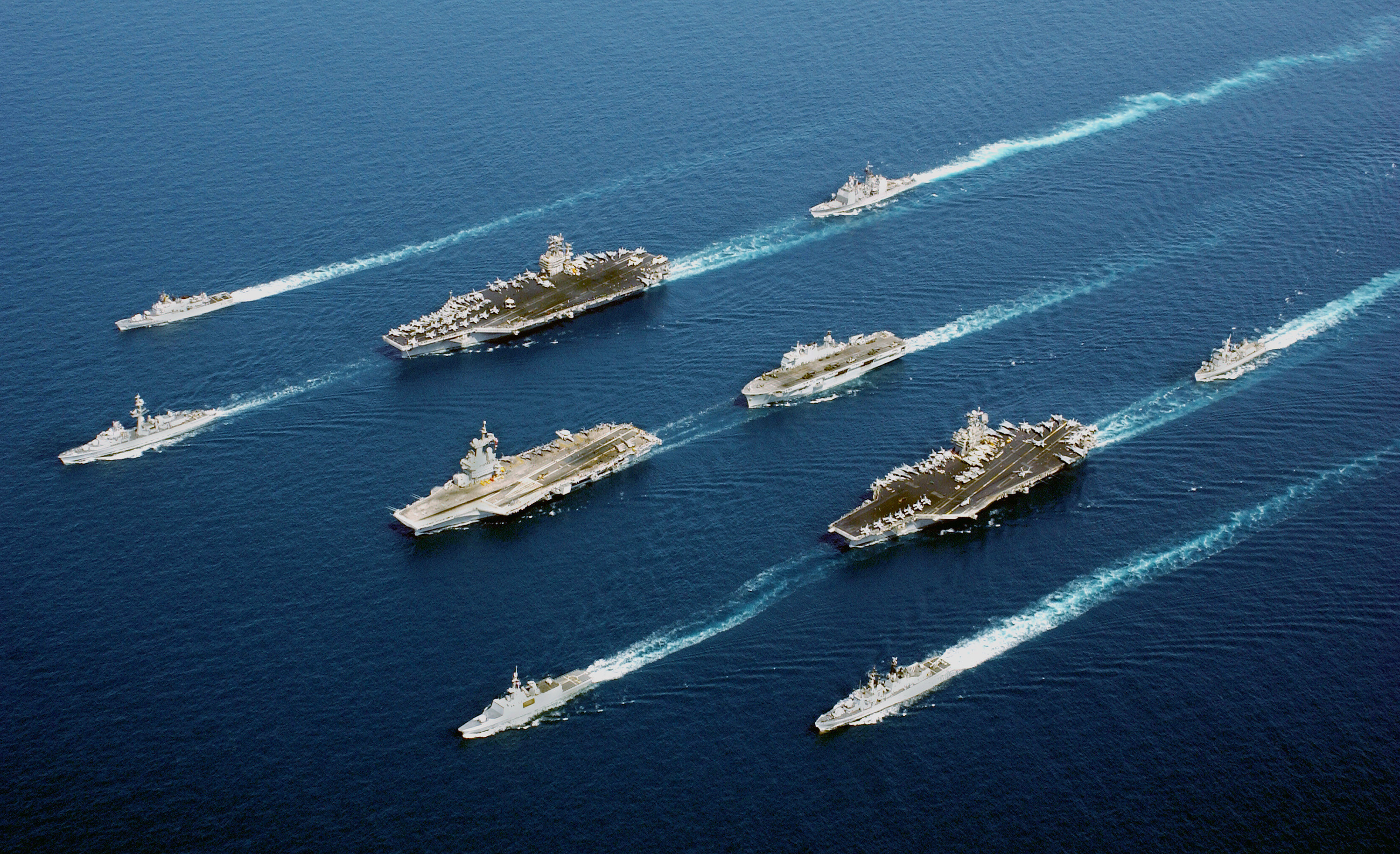
Kriegsschiffe im Verbund

Der Seekrieg ist von den physikalischen Eigenschaften der weltweiten Wasservorkommen und von ihrer menschlichen Nutzung geprägt. Zwischen 70 % und 75 % der Erdoberfläche besteht aus Wassermassen, die bis auf wenige Ausnahmen miteinander verbunden sind. Der Seekrieg ist vor allem plattformzentriert und strategisch dem Krieg zu Lande untergeordnet, da der Mensch mangels relevanter Wassertauglichkeit über keine natürliche Seekriegsfähigkeit verfügt. Die Weite und die Unbewohnbarkeit der Weltmeere verschafft der Aufklärung und Ausweichmanövern eine wesentlich höhere Bedeutung als an Land.

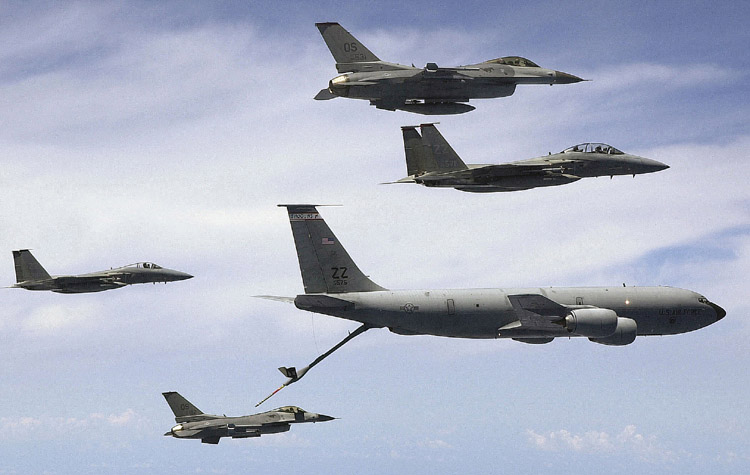
Luftbetankung US-amerikanischer Kampfflugzeuge

Der Luftkrieg ist ebenfalls der Lebensfeindlichkeit seiner Umgebung durch Höhe, Temperatur und Sauerstoffmangel unterworfen und daher plattformzentriert. Obwohl bereits zuvor Luftkriegsmittel zum Einsatz kamen, ermöglichten technische Neuerungen eine systematische Erschließung der Luft erst im 20. Jahrhundert. Das entscheidende Merkmal der Luft, ihre Unbeständigkeit, ordnet den Luftkrieg dem Krieg zu Lande unter. Obwohl der systematische Luftkrieg die Gestalt des Krieges entscheidend verändert und Luftstreitkräfte hervorgebracht hat, ist dies keine hinreichende Bedingung für militärisches Fortkommen.

## Ebenen der Kriegsführung
Kriege werden laut Riemann immer auf drei Ebenen mit unterschiedlicher Entscheidungsgewalt organisiert und geführt:
- die strategische Ebene: Die strategische Ebene ist nach westlichem Verständnis der Politik zuzuordnen. Die Politik formuliert die Zielsetzung in einem Interessenkonflikt. Sie legt das grundsätzliche Vorgehen fest und bedient sich dabei im Hinblick auf die Zielerreichung aller zur Verfügung stehenden Machtmittel wie Diplomatie, Wirtschaft, Information und Militär. Dabei wird zwischen direkter und indirekter Strategie unterschieden. Die direkte Strategie versucht der Gegenseite unter hauptsächlichem Einsatz bzw. Androhung des Machtmittels „Militär“ den eigenen Willen aufzuzwingen. Die indirekte Strategie dagegen versucht unter hauptsächlichem Einsatz anderer Machtmittel als dasjenige der Streitkräfte seinen eigenen Willen durchzusetzen. Indirekte und direkte Strategie schließen einander nicht aus, sondern sind vielmehr komplementär. Sie harmonisieren im Zusammenspiel. Die Wahl der Machtmittel und Vorgehensweisen zur Zielerreichung – also die Gewichtung von indirekter und direkter Strategie – hängt sowohl von der Verwundbarkeit der Gegenseite als auch von den eigenen Möglichkeiten ab.
- die operative Ebene: Die operative Führung setzt politische Absichten und militärstrategische Vorgaben in Befehle an die taktische Führung um. Sie definiert operative Ziele, fasst diese in operative Konzepte, Operationspläne sowie Operationsbefehle und koordiniert die Gesamtheit der dazu erforderlichen taktischen und logistischen Maßnahmen.
- die taktische Ebene: Unter taktischer Ebene sollen alle Dinge subsumiert werden, die in die Sphäre des Gefechts fallen. Die taktische Ebene setzt die Zielsetzungen der operativen Stufe um, indem sie ihre Mittel im bestmöglichen Zusammenwirken auf dem Gefechtsfeld einsetzt.

## Kriegsursachen
Beim Krieg sind die vordergründigen Kriegsanlässe (casus belli) von den tieferen Kriegsursachen zu unterscheiden. Die Ermordung des österreichisch-ungarischen Thronfolgers Franz Ferdinand in Sarajevo war zwar Anlass und Auslöser des Ersten Weltkriegs, die Ursachen für den Ausbruch des Krieges waren jedoch vielschichtiger und komplexer.

„Nicht, wer zuerst die Waffen ergreift, ist Anstifter des Unheils, sondern wer dazu nötigt.“

Die Gründe für Krieg sind selten monokausal zu erklären: Viele der im Folgenden genannten ökonomischen, politischen, ideologischen, religiösen und kulturellen Kriegsgründe spielen in der Realität zusammen, bedingen sich gegenseitig und gehen ineinander über.
- wirtschaftliche Vorteile, Ressourcenmangel, Imperialismus, Kriegsgewinnler
- Reichtum an Ressourcen: Ressourcenfluch[28]
- politisches und/oder ideologisches Hegemoniestreben (z. B. Dschihad, Kreuzzug, „Demokratisierung“ des nahen Ostens)
- drohender Verlust von Einfluss in besetzten bzw. annektierten Gebieten
- mangelnde Wehrhaftigkeit gegenüber möglichen Angreifern, die diese zum Krieg einladen (passive Kehrseite von aktivem Hegemoniestreben) – auch als „Machtvakuum“ bezeichnet
- ethnische Konflikte
- Nationalismus
- religiöser Fanatismus, Dogmatismus oder auf Krieg basierende Rituale in verschiedenen Religionskriegen (z. B. Dschihad im Islam, Kreuzzüge im Christentum, „Blumenkriege“ der Azteken)
- innere Verfasstheit von Staaten. So sind autoritäre und totalitäre Systeme (z. B. Stalinismus, Nationalsozialismus, Faschismus) häufiger in Kriege und Demozide verwickelt, als etwa Demokratien. Die empirische Forschung sieht einen Zusammenhang zwischen der Machtfülle, die einer Staatsführung ungeteilt zur Verfügung steht, und Massenverbrechen und Kriegen.[29]
- Ablenkung von innenpolitischen Missständen, um Bevölkerung und Staatsführung zusammenzuschweißen (Der Vorwurf wurde z. B. im Falklandkrieg erhoben)
- struktureller Militarismus

Die (vorwiegend männlichen) Eliten hierarchisch organisierter Hochkulturen der Geschichte nutzten Ausbeutung und Krieg zur Erhaltung ihrer Macht.

## Völkerrecht

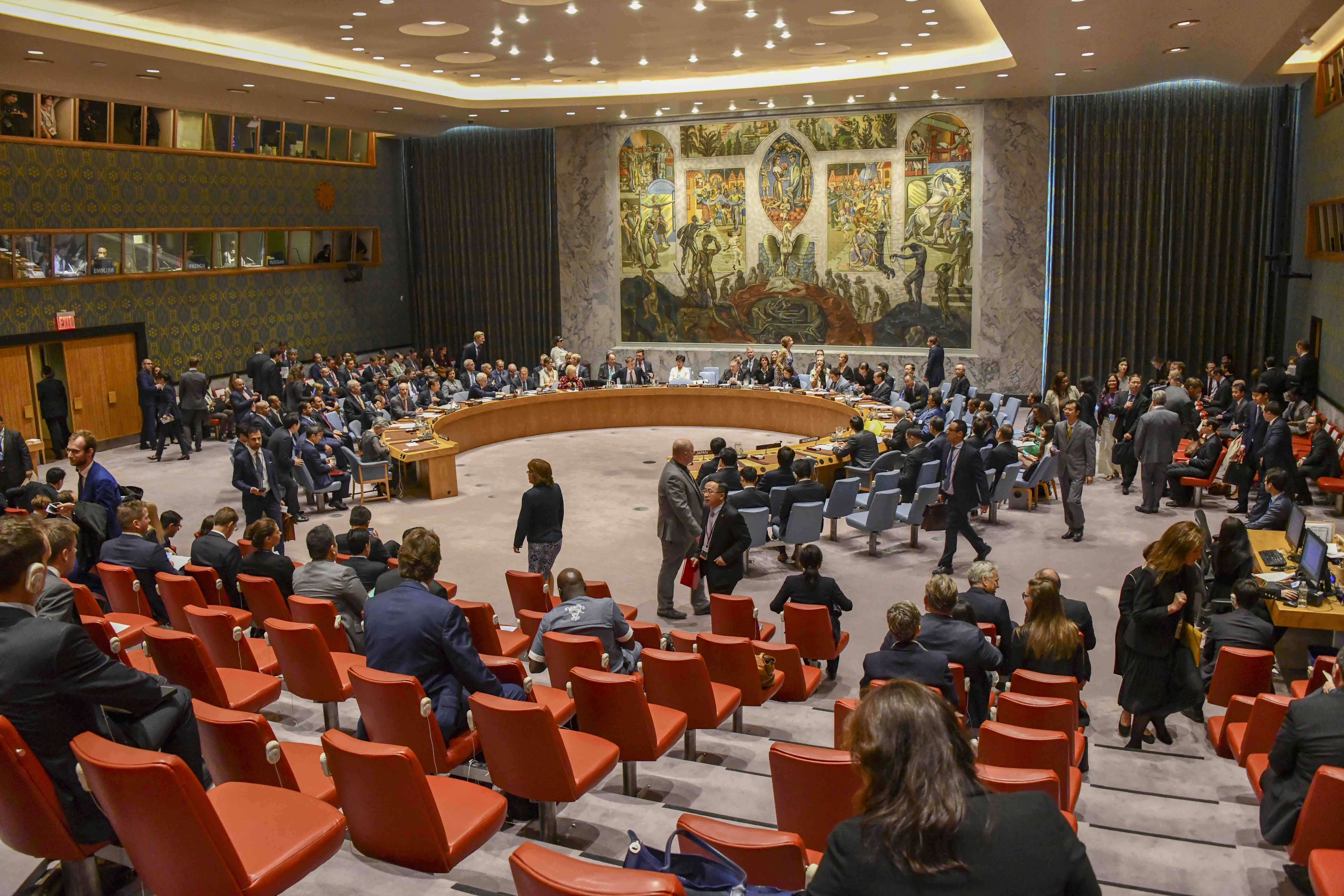
Sitzung des UN-Sicherheitsrates

Das Völkerrecht beruht auf zwei rechtsphilosophischen Konzepten, ius ad bellum („Recht zum Krieg“) und ius in bello („Recht im Krieg“). Ersteres befasst sich mit der Fragestellung unter welchen Bedingungen ein Krieg moralisch und juristisch gerechtfertigt sei. Daran anknüpfend definiert die Charta der Vereinten Nationen drei Szenarien, in denen ein Krieg völkerrechtlich legal ist: im Verteidigungsfall gegen eine äußere Aggression (Artikel 51), im kollektiven Verteidigungsfall zur Unterstützung eines verbündeten Staates gegen eine äußere Aggression (nur unter Zustimmung des angegriffenen Staates) und im Falle einer Anordnung durch den UN-Sicherheitsrat (Artikel 42). Das zweite Konzept (ius in bello) umfasst die rechtlichen Beurteilungen kriegerischer Handlungen bzw. der Kriegsführung im Allgemeinen. Ius in bello bildet die Grundlage des humanitärischen Völkerrechts (Genfer Konventionen), das u. a. das Töten oder Misshandeln von Zivilisten, Verwundeten oder Kriegsgefangenen untersagt.

### Charta der Vereinten Nationen
Der Kern des heutigen Völkerrechts bildet die Charta der Vereinten Nationen, die von allen 193 Mitgliedsstaaten offiziell ratifiziert wurde. In Artikel 1) definieren die Mitgliedsstaaten ihre Zielsetzungen, so unter anderem:

„den Weltfrieden und die internationale Sicherheit zu wahren und zu diesem Zweck
wirksame Kollektivmaßnahmen zu treffen, um Bedrohungen des Friedens zu verhüten und zu beseitigen, Angriffshandlungen und andere Friedensbrüche zu unterdrücken und inter- nationale Streitigkeiten oder Situationen, die zu einem Friedensbruch führen könnten, durch friedliche Mittel nach den Grundsätzen der Gerechtigkeit und des Völkerrechts zu bereinigen oder beizulegen“

„Artikel 2, Absatz 4. Alle Mitglieder unterlassen in ihren internationalen Beziehungen jede gegen die territoriale Unversehrtheit oder die politische Unabhängigkeit eines Staates gerichtete oder sonst mit den Zielen der Vereinten Nationen unvereinbare Androhung oder Anwendung von Gewalt.“

Im Sinne dieses Zieles definiert die Charta in Artikel 2 die Notwendigkeit des Gewaltverzichts und die Anwendung „friedlicher Mittel“ bei der Beilegung von Konflikten. Demnach sind Androhung und Anwendung von Gewalt gegen die territoriale Integrität (Unverletzlichkeit der Grenzen) oder die politische Unabhängigkeit eines Mitgliedsstaates in den internationalen Beziehungen untersagt (Artikel 2.4).

### Humanitäres Völkerrecht

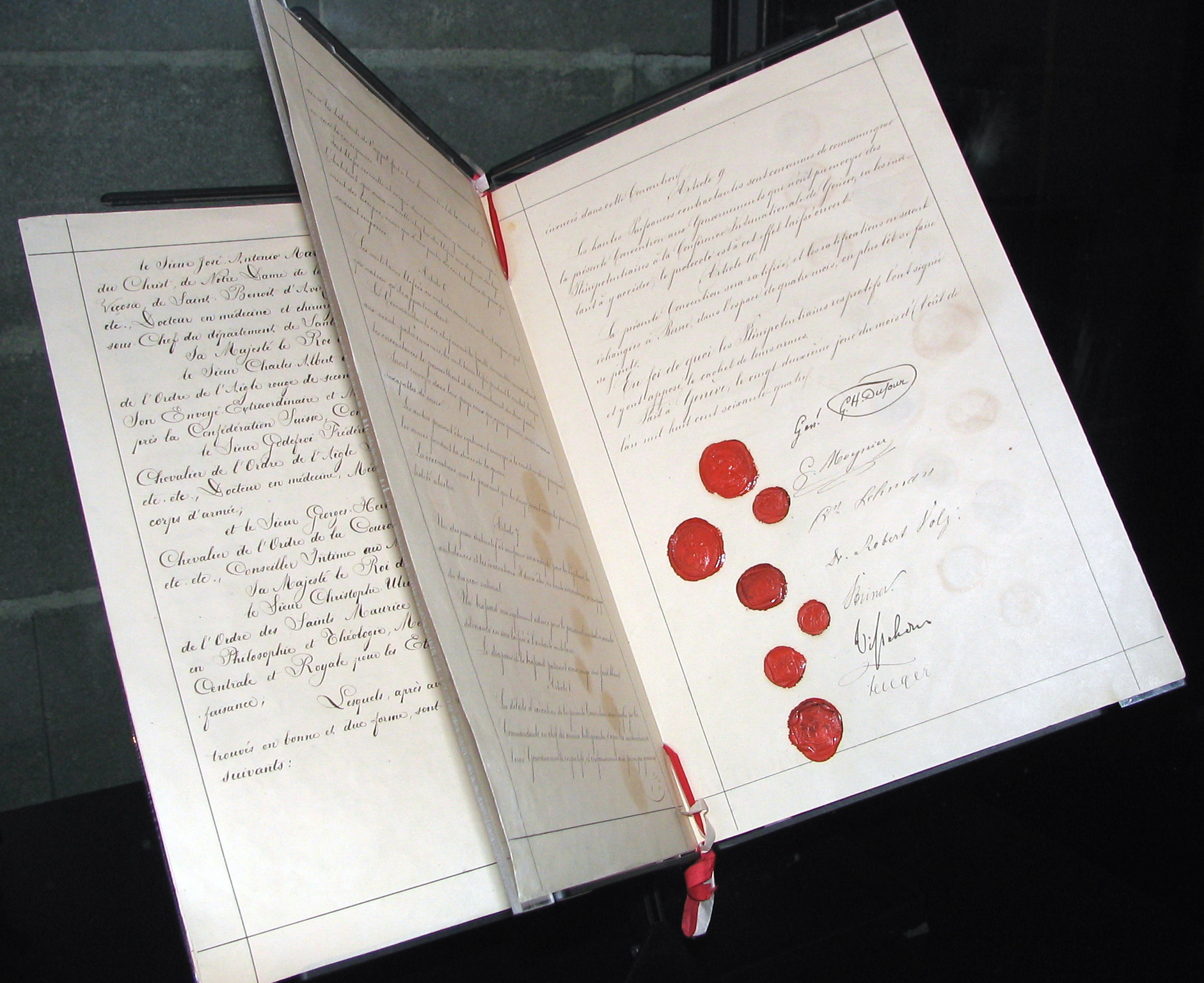
Genfer Konventionen

Das Kernstück des humanitären Völkerrechts sind die Genfer Abkommen I–IV sowie das Zusatzprotokoll I über den Schutz der Opfer bewaffneter Konflikte. Die Abkommen wurden 1949 im Zeichen der Grauen des Zweiten Weltkrieges auf Einladung des Schweizer Bundesrates in Genf verhandelt und mittlerweile von 196 Staaten, inkl. allen UN-Mitgliedern ratifiziert. Maßgeblich beteiligt an der Ausarbeitung der Verträge war das Internationale Komitee vom Roten Kreuz (IKRK). Wichtige Neuerung ist der gemeinsame Artikel 3 aus allen Konventionen, der den Geltungsbereich des humanitären Völkerrechts auf jegliche Form von innerstaatlichem bewaffneten Konflikt erweitert.
Die erste Konvention umfasst den Schutz und die Versorgung von Verwundeten und Kranken aller Kriegsparteien. In den 64 Artikeln werden neben Bestimmungen zu verletzten Soldaten und Zivilisten auch der Schutz von Gesundheitspersonal, Sanitätseinheiten und -transporte geregelt. Die zweite Konvention ähnelt den Bestimmungen der ersten, bezieht sich jedoch auf die Seestreitkräfte und umfasst auch den Schutz von Schiffbrüchigen. Die dritte Konvention definiert den rechtlichen Umgang mit Kriegsgefangenen, verbietet Misshandlungen oder Folter und ordnet ihre sofortige Freilassung nach Beendigung des Krieges an. Die vierte Genfer Konvention war bei ihrer Ratifizierung ebenfalls eine zentrale Neuerung und verbietet allen Vertragsparteien jegliche Gewaltanwendung gegen Zivilisten.
Der Internationale Strafgerichtshof könnte als Schritt zur verbindlichen Durchsetzung des Völkerrechts angesehen werden.

## Krieg in den Theorien der Internationalen Beziehungen
In der politikwissenschaftlichen Teildisziplin der Internationalen Beziehungen sind Kriege naturgemäß Gegenstand vielfältiger Betrachtungen (s. Strategische Studien, Friedensforschung). Dabei haben sich verschiedene theoretische Erklärungsansätze für ihre Entstehung herausgebildet.
Die realistischen Schulen (Realismus und Neorealismus) sehen in den Staaten die eigentlichen Akteure des Geschehens, ihre Interessen und daran ausgerichteten Handlungen entscheiden über Krieg und Frieden, oft auch über Bürgerkriege in Drittstaaten (Stellvertreterkriege). Realistisch orientierte Theoretiker (Edward Hallett Carr, Hans Morgenthau) sehen im Machtinteresse des einzelnen Staates Grund für Instabilitäten der Staatenkonstellationen. Von einem pessimistischen Menschenbild ausgehend weisen sie den aggressiven Handlungen politischer Führungspersönlichkeiten eine große Rolle bei der Kriegsentstehung zu. Neorealisten wie Kenneth Waltz hingegen diagnostizieren weniger in einem auf aggressiv angestrebte Veränderung des Status quo ausgerichteten Staatshandeln das Problem, sondern in der Staatenkonstellation selbst. Denn da jeder Staat den anderen Staaten prinzipiell misstraut, besteht ein grundsätzliches Sicherheitsdilemma: Die Furcht vor den anderen Staaten führt zu eigener Absicherung durch Rüstung, diese wiederum wird von diesen als Bedrohung der eigenen Position wahrgenommen und führt zur Gegenrüstung, welche wiederum als Bestätigung der Eingangsbefürchtungen genommen wird. Im Ergebnis kann so auch zwischen faktisch kriegsunwilligen Staaten ein kriegerischer Konflikt entstehen, bspw. ein Präventivkrieg. Je multipolarer die Konstellation, desto multifaktorieller die Kausalität, desto größer das Risiko für eine unerwartete Eskalation.
Der liberale Ansatz in den Internationalen Beziehungen hingegen verweist primär auf die interne Willensbildung der Staaten. Deren von Einzel- und Gruppenentscheidungen entlang gesellschaftlicher Konfliktlinien formulierte Politikgestaltung beeinflusst die jeweilige Außenpolitik der Staaten. Interne Faktoren wiegen so in der Regel schwerer als externe, und die Akteure bleiben gemeinhin auch an der Innenpolitik orientiert. Die innere Verfasstheit von Staaten spielt bei der Formulierung der Außenpolitik somit die entscheidende Rolle. Gemäß dem liberalen Ansatz sind demokratische Staaten mindestens untereinander signifikant friedlicher als andere Staaten, bis hin zur weitreichenden Aussage, dass demokratische Staaten gegeneinander keine Kriege führen (vgl. Demokratischer Frieden). In Ergänzung oder Konkurrenz dazu existiert die gleichfalls liberale Vorstellung eines Kapitalistischen Friedens, die davon ausgeht, dass ökonomisch eng verbundene und für einander insofern wichtige Staaten aus Eigeninteresse untereinander Kriege vermeiden.
Zweifel an der Kausalität der vorgebrachten realistischen, neorealistischen und liberalen Erklärungsgründe werden von der konstruktivistischen Schule vorgebracht: Für Krieg entscheidend seien weder aggressive Staaten, noch die grundsätzlich anarchische Staatenkonstellation, sondern psychologische und massenpsychologische Mechanismen, die kollektive Feindbilder innerhalb der Staaten, ihrer Eliten und Gesellschaften erst konstruierten und Kriege so ermöglichen würden. Erst ihre Aufdeckung und Hinterfragung bei Bevölkerungen und Akteuren diene wirksam der Kriegsvermeidung; nicht gegebene Situationen seien der Kern des Problems, sondern die Art und Weise wie diese wahrgenommen und bewertet werden.
Vertrauensbildende Maßnahmen zwischen den Staaten und Teilnahme an internationalen Regimen wie den Vereinten Nationen (UNO) können nach neorealistischer und liberaler Auffassung eine auf Konfliktvermeidung ausgerichtete Staatengesellschaft formen helfen; liberale Politikwissenschaftler gehen dabei davon aus, dass dann auch gemeinsame und gemeinsam weiterentwickelte Werte eine Rolle spielen, Neorealisten verweisen nicht auf Werte, sondern auf das Interesse der Staaten an Regeln für einen nichtkriegerischen Konfliktaustrag. Dementsprechend haben stärkere Staaten eine größere Möglichkeit, ihre Interessen durch die Aushandlung von Normen auszudrücken.
Eine Abkehr des Krieges von seiner Bindung an Staaten oder institutionell verfestigte Akteure könnte diese in den Internationalen Beziehungen vorgebrachten Theorien entwerten. Das vermehrte Aufkommen asymmetrischer Konflikte wird tendenziell mit Sorge betrachtet, da es zu einer Schwächung der Rolle der Staaten führe. Mit leichten und billig zu beschaffenden Waffen geführte Bürgerkriege sich flexibel bildender Gruppen mit Guerillataktiken, die sich durch Raub aus dem Krieg selbst ernährten, ihn mittels krimineller Aktivitäten finanzierten (illegaler Rohstoffhandel, Drogenhandel etc.) oder politisch kaum eingrenzbar formulierte Ziele verfolgten, könnten zu einer Zerrüttung der Staatenwelt führen, so dass der im Kern kontrollierbare und durch politische Maßnahmen beendbare Staatenkrieg zugunsten eines potentiell unbeendbaren Krieges zahlreicher (potentiell sehr kleiner) Parteiungen religiöser, politischer oder rein krimineller Natur zurückträte. Befürchtet wird, dass zahlreiche niedrigschwellige Konflikte so anders als früher nicht mehr durch Erschöpfung alleine endeten oder zu einer pazifierenden Staatenbildung mit Gewaltmonopol führten, sondern durch den allseits möglichen Rückgriff auf Ressourcen der Weltwirtschaft (und ihrer Schwarzmärkte) die Gründe ihrer Fortsetzung in sich selbst fänden, während die etablierten Staaten aus moralischen Gründen oder mit Rücksicht auf mangelnde Verlust- und Kampfbereitschaft ihrer eigenen Bevölkerungen ihr potentiell übermächtiges militärisches Befriedungspotential nicht ausspielen könnten.

## Geschichte

### Menschwerdung, Altsteinzeit und neolithische Revolution
Eine verbreitete Vorstellung sieht den Ursprung des Kriegs in der Naturgeschichte der Aggression als Erweiterung zwischenmenschlicher Gewaltausübung (Sigmund Freud, Konrad Lorenz, Irenäus Eibl-Eibesfeldt). Eine Debatte über Kriege unter Tieren, in erster Linie unter nicht-menschlichen Primaten, schloss sich in der Verhaltensforschung und Primatologie an. Gemeine Schimpansen – nicht aber Bonobos – kennen sowohl die koordinierte Jagd zum Nahrungserwerb wie intraspezifische Konkurrenz in Form innerartlicher Kämpfe, in denen einzelne Angehörige anderer Horden überfallen und getötet werden, bis hin zur allmählichen Vernichtung der anderen Gruppe. Wegen der stammesgeschichtlichen Nähe von Schimpansen und Menschen könnte eine Kontinuität in der Aggressionsbereitschaft unterstellt werden. Allerdings sind wir ebenso eng mit dem Bonobo verwandt, der neben einem freundlicheren Sozialverhalten innerhalb der Gruppe auch eine geringere Aggression zwischen Gruppen zeigt. Dies stellt vermutlich eine Sonderentwicklung der Bonobos dar, allerdings ist für einen analogen Prozess der Selbstdomestikation des Menschen argumentiert worden, der jedoch einen abgründigen Charakter hat: Die spontan erfolgte, aus der Wut kommende reaktive Aggression ist bei Menschen gegenüber Schimpansen reduziert, das führt zu geringerer Gewalt innerhalb der eigenen Gruppe. Eben diese Fähigkeit zur Impulskontrolle ermöglicht aber eine bessere aktive Aggression, d. h. planvoll überlegte und bewusst ausgeführte Gewalt. Generell lässt sich in der Humanevolution eine „Abrüstung“ sowohl im Blick auf die Körperkraft als auch im Blick auf die Ausstattung des Gebisses konstatieren (viele Tötungen bei Schimpansen erfolgen durch Bisse), und dies lange bevor Distanzwaffen erfunden wurden. Die große evolutionäre Distanz zwischen Gorillas, Schimpansen und Bonobos hat in jedem Fall Raum und Zeit für die Entwicklung sehr verschiedener Formen von Sozialverhalten eröffnet. Archäologisch eindeutige Befunde für Kämpfe früher Menschenformen wie Australopithecen fehlen, ähnlich wie auch die Kämpfe heutiger Schimpansen archäologisch nicht nachweisbar wären, und nur durch direkte Beobachtung nachgewiesen wurden. Der menschliche Aggressionstrieb kann sich parallel auch aus der Abwehr gegen Raubtiere entwickelt haben. Mit der Entwicklung einfacher Waffen und der Verwendung von Feuer wurden Raubtiere als grundsätzliche Gefahr für die menschliche Spezies ausgeschaltet, die Methoden zur Abwehr und Jagd können prinzipiell auch auf den Kampf mit anderen Menschen übertragen werden. Ein eindrückliches Beispiel für die ersten erhaltenen Distanzwaffen sind die rund 300.000 Jahre alten Schöninger Speere, die heute Homo heidelbergensis zugeschrieben werden. Ob dieser die Speere auch gegen seinesgleichen verwendete, ist unbekannt. Inwieweit es gut 200.000 Jahre später Konflikte zwischen anatomisch modernen Menschen (Homo sapiens) und Neandertalern gab und ob diese zum Aussterben der letzteren beitrugen, ist gleichfalls bislang unbeantwortbar. Leichenfunde aus dem Spätpaläolithikum deuten darauf hin, dass die Menschen damals Pfeil und Bogen gegen ihresgleichen einsetzten.
Kriegerische Auseinandersetzungen zwischen Dörfern und Sippenverbänden beobachteten Ethnologen noch bei heute lebenden „primitiven Völkern“ wie den Yanomami oder den Maring in Papua-Neuguinea. So dokumentierte der Spielforscher Siegbert A. Warwitz im Rahmen eines Forschungsprojekts zum Spielen von Urvölkern das Ausarten eines Völkerballspiels zwischen zwei Stämmen im Hochland von Papua-Neuguinea zu einem mit Dreschflegeln, Mistgabeln und Sensen ausgetragenen blutigen Stammeskrieg. Auch archäologische Befunde verdeutlichen, dass organisierte Gewalt bereits in frühen Gesellschaften zu massiven Auseinandersetzungen geführt hat, die man als Kriege bezeichnen könnte. Im gewissen Gegensatz dazu steht die These, zum Krieg gehöre außer dem physischen Kampf notwendig auch ein Kriegsdiskurs in öffentlichen Medien. Erweitert man den Kriegsbegriff auf diese Weise, kann Krieg im eigentlichen Sinn erst mit der Entwicklung der öffentlichen Kommunikation in urbanisierten Zivilisationen entstehen. Frühere Formen der organisierten Gewalt wären lediglich als Vorgeschichte des Kriegs zu verstehen.

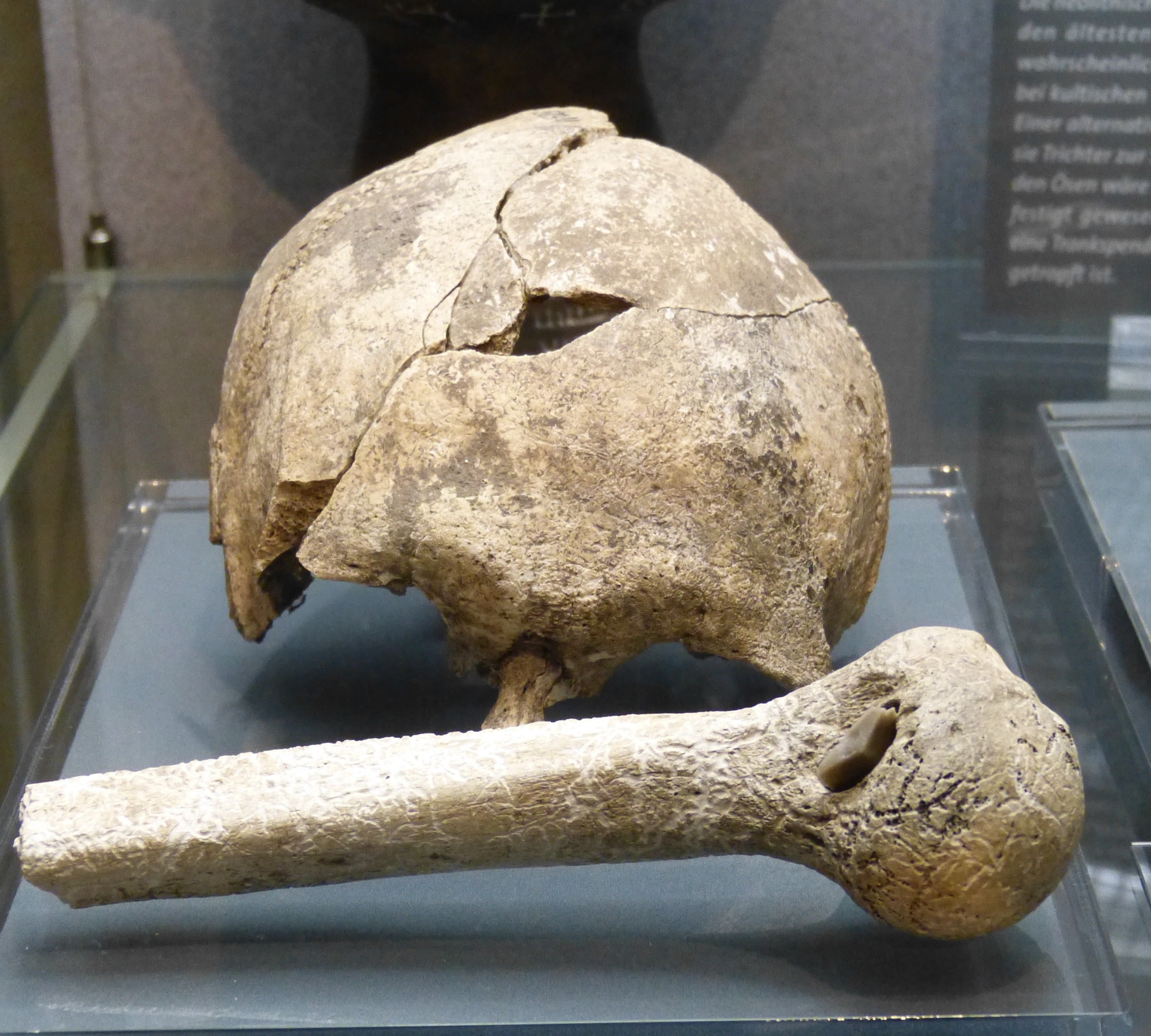
Kampfspuren an Menschenknochen aus dem Neolithikum (ab ca. 9500 v. Chr.), Museum für Ur- und Frühgeschichte Thüringens (Weimar)

Versteht man Krieg hingegen primär als Vorhandensein gewalttätiger und tödlicher Auseinandersetzungen mit starken Auswirkungen für die beteiligten Gemeinschaften, lässt sich aus archäologischen Befunden in verschiedenen Erdteilen auf das Vorhandensein zahlreicher Konflikte bereits vor Entstehung von Hochkulturen und Staaten schließen. Kriege in diesem Sinne begleiten die menschliche Kulturgeschichte also nicht erst seit der Hochkulturphase. Archäologische und anthropologische Befunde lassen vielmehr darauf schließen, dass bereits vorstaatliche Gesellschaften kriegerische Konflikte bis hin zur Vernichtung gegnerischer Familien, Clans oder sonstiger Gruppen kannten (s. Massaker von Talheim). Vorstaatlichen Stammesgesellschaften wurden zwar in der Kriegsforschung Charakteristika planvoller Kriegführung abgesprochen, da sie sich eher auf „Überfälle“ und „Hetzjagden“ konzentriert hätten, während ihre Schlachten ritualisiert und mit geringen Opfern abgelaufen seien, jedoch wies eine solche fortgesetzte Art des Vorgehens – darauf deutet die Auswertung von archäologischen und anthropologischen Ergebnissen hin – vermutlich sogar eine dauerhaft höhere Todesrate auf, als sie selbst in modernen Kriegen auftritt; – unter Einschluss des Jahrhunderts beider Weltkriege. Generell schwierig und abhängig von jeweiligen Interpretationen archäologischer Funde dieser Zeit ist die Abgrenzung kriegerischer von alltäglicher Gewalt im Sinne von Morden und sonstiger Tötungen und die daraus resultierende Einordnung der Opfer. Bereits Jäger und Sammler kannten möglicherweise kriegerische Auseinandersetzungen, diese steigerten sich aber noch während des allmählichen und stufenweisen Übergangs zur (mit starken Bevölkerungssteigerungen verbundenen) Landwirtschaft, da Bauern zum einen notgedrungen ortsfest sind und Angreifern kaum ausweichen können, andererseits aber durch ihre Vieh- und Vorratshaltung über wertvolle mobile Güter verfügen; abgesehen davon, dass auch ihre Felder und Häuser selbst für bäuerliche Nachbarn interessant sein können. Eine im neolithischen Jericho nachweisliche und mit erheblichem Aufwand erbaute Stadtmauer aus Stein wird als Verteidigungsanlage gedeutet, aus der auf das Vorhandensein gut organisierter Angreifer und Verteidiger geschlossen werden kann. Belege ähnlicher neolithischer Bauwerke finden sich auch an zahlreichen anderen Stellen der Welt, wie etwa China.
Diskutiert wird folglich, ob das Neolithikum als Wendepunkt in der Gewaltgeschichte gesehen werden muss. Der Historiker Kai Michel, der Archäologe Harald Meller und der Anthropologe Carel van Schaik interpretieren archäologische Funde so, dass der Mensch in altsteinzeitlichen Kleingruppen von Jägern und Sammlern 300.000 Jahre lang in weitgehender Gleichheit, gegenseitiger Hilfe und Solidarität gelebt haben müsse. Gewalttätige Auseinandersetzungen hätten „viel kleinere Dimensionen“ gehabt. Erst der soziale und kulturelle Wandel im Zuge der neolithischen Revolution (Sesshaftwerdung, Nahrungsmittelproduktion, Bevölkerungszunahme, zunehmende Ungleichheit, Hierarchie und Herrschaft) habe immer häufiger zu Machtmissbrauch und Gewalt geführt. Die Autoren bezeichnen dies als „Tragödie ohne Schuldige“, denn die Folgen des Übergangs zur Landwirtschaft seien unmöglich abzusehen gewesen. Es sei erkennbar, dass sich die Hinweise auf regelmäßige Massaker, zunehmende Kriege, Patriarchate, Despoten, Staatsgebilde und erste Armeen in großen anonymen Ranggesellschaften ab 3000 v. Chr. drastisch häuften. Funde zeigen einen Fortschritt in der Waffentechnik: Kämpfte man am Anfang des europäischen Neolithikums noch mit Alltagswerkzeugen wie Beilen und Dechseln, die man als Behelfswaffen verwendete, hatten Kämpfer des Spätneolithikums „aufwendig gearbeitete Streitäxte, Dolche, sowie den Reflexbogen mit den verschiedensten Pfeiltypen.“ Diese Kämpfer hätten sich dann auch als Krieger identifiziert und ihre soziale Rolle durch Statuenmenhire festgehalten.
Es gibt allerdings Hinweise, dass mit Aufwand erstellte Bauten bereits von mesolithischen Jägern und Sammlern in Sibirien genutzt wurden. Möglicherweise dienten sie der Verteidigung, möglicherweise aber auch kultischen Zwecken oder sie sollten territoriale Besitzansprüche verdeutlichen. Insofern sie eine Rolle in Konflikten spielten, könnten diese mit der Sicherung der Herrschaft über günstige Stellen zur Jagd und zum Fischfang und der so ermöglichten Gewinnung, Konservierung und Vorratshaltung tierischer Produkte in größerer Menge erklärt werden. In der sudanesischen mesolithischen Fundstätte Jebel Sahaba wurden 61 Leichen mit charakteristischen Verletzungsspuren durch Fernwaffen gefunden, sie wurden anfangs als Opfer einer einzigen Auseinandersetzung vor 13.400 Jahren unter Jägern und Sammlern gewertet, was auf einen größeren Konflikt und damit auf einen sehr frühen Krieg hingedeutet hätte. Inzwischen wird allerdings davon ausgegangen, dass es sich um Opfer mehrerer kleinerer und zeitlich getrennter Auseinandersetzungen handelt, nicht um die eines einzelnen Konfliktereignisses. Die Leichen könnten Opfer von Kämpfen und Überfällen mehrerer Jahre sein, die noch unterhalb einer Schwelle zum Krieg einzuordnen wären. Unter den Opfern waren Erwachsene, Jugendliche und Kinder, Männer und Frauen waren beinahe in gleicher Anzahl vertreten.
Im spanischen Rioja Alavesa wurde ein neolithisches Massengrab gefunden, in dem über 300 Skelette mit charakteristischen Verletzungen durch Waffen lagen, die Skelette wiesen dabei auch frühere und bereits abheilende Verletzungen auf. Die Opfer waren ganz überwiegend Männer. Dies deutet auf einen umfangreichen und längeren Konflikt hin, möglicherweise fanden vor 5.000 Jahren also bereits Auseinandersetzungen statt, die wegen ihrer Ausmaße als Kriege bezeichnet werden können.

### Orientalische Frühreiche, griechisch-römische Antike und europäisches Mittelalter

#### Bronzezeitliche Auseinandersetzungen
Bronzezeitliche Metallverarbeitung erlaubte die Herstellung von effektiven Werkzeugen und Waffen in größerer Menge. Aus dem Beil als Werkzeug wurde die Streitaxt aus Bronze, die als reine Waffe und Prunkstück gefertigt wurde. Technische Fortschritte erlaubten die Herstellung von Dolchen, eine Waffe der Zeit war der axtähnliche Stabdolch. Aus den Messern und Dolchen der Bronzezeit entwickelte sich das Schwert. Im Mitteleuropa der Bronzezeit sind politische Strukturen schwer fassbar, auf Höhen und strategisch wichtigen Plätzen wie etwa der Heunischenburg wurden aufwändige Burgen oder befestigte Wehrsiedlungen angelegt, die Organisationsfähigkeit und Strukturen vorausgesetzt haben müssen, welche aber in Mitteleuropa nur aus „segmentären Stammesgesellschaften, in Einzelfällen mit Häuptlingstümern“ bestanden. Auseinandersetzungen wurden – entgegen der heroischen Eigendarstellung auf Felsbildern und in Grabbeigaben – primär mit Fernwaffen, also Pfeil und Bogen und Wurfspeeren geführt, weniger im Nahkampf. Berufskrieger waren vermutlich eine Ausnahme, vom Vorhandensein eines sozialen Kriegerstandes ist jedoch auszugehen. Die bessere Bewaffnung und das Vorhandensein politischer Formationen können örtlich zu einer Verbesserung der Sicherheitslage geführt haben: Auffällig ist, dass bronzezeitliche Dörfer am Lech anders als ihre neolithischen Vorläufer auf Sicherungsumzäunungen verzichteten, möglicherweise konnten lokale Herren und ihre Krieger die Sicherheit der Bewohner vor Überfällen garantieren. Aufgrund von Grab- und Waffenfunden lässt sich vermuten, dass sich Kriegerbünde um Anführer herum bildeten und das Gewaltgeschehen prägten, und dass diese Art kriegerischer Organisierung sich über einen langen Zeitraum bis in eisenzeitliche Verhältnisse fortsetzte. Noch Tacitus beschrieb (germanische) Kriegergefolgschaften und ihre Dynamiken.
Mit dem bronzezeitlichen Aufkommen von staatsähnlichen Gebilden im Orient und der mittelmeerischen Welt, welche im Altertum fast immer Monarchien waren, entstanden Kriege mit speziell zum Kämpfen abgestellten Heeren. Die Machthaber bedienten sich der Heere in Konflikten um Ressourcen und Machtausdehnung, sei es untereinander oder in der Abwehr gegen nomadische Räuber oder wandernde Großgruppen wie die Seevölker. Die metallurgischen und arbeitsteiligen Erfordernisse u. a. der Waffenproduktion in bronze- und eisenzeitlichen Hochkulturen setzten eine Stratifizierung und zunehmende Komplexität der Gesellschaften voraus, Streitwagen waren schlachtenprägend. Ihre Verwendung war erst durch Domestizierung des Pferdes möglich geworden, nach Ägypten kam der Streitwagen mit der zeitweiligen Eroberung durch die Hyksos. Pferd und Streitwagen revolutionierten die Kriegführung, da nun auch Feldzüge über größere Entfernungen hinweg möglich wurden, – die „Streitwagenvölker waren die ersten großen Aggressoren der Menschheitsgeschichte“. Streitwagenorientierte Großreiche wie das Assyrische Reich entstanden dementsprechend auch aus organisierten Raubzügen. Sie stellten die eroberten Gebiete unter Tributzwang, versklavten oder deportierten Teile der Bevölkerung und setzten militärische Siege in eine dauerhafte Herrschaft über eroberte Gebiete um.
Die erste in ihrer eigenen Zeit gut dokumentierte Schlacht war die Schlacht bei Megiddo, in der ein ägyptisches Heer unter Thutmosis III. 1457 v. Chr. eine Koalition gegnerischer syrischer Fürsten besiegte. Für Europa weist das Schlachtfeld im Tollensetal ebenfalls auf bronzezeitliche Auseinandersetzungen hin, die organisierungsfähige politische Formationen vorausgesetzt haben müssen. Wer genau und worum kämpfte lässt sich aber bislang nicht belegen.

#### Antike – Griechische Staatenwelt, Hellenismus, Imperium Romanum
Krieg wurde in der Antike eher als unvermeidbare und stets wiederkehrende Gegebenheit gesehen, denn als Ausnahme. Gibt der Dichter Homer (8. Jahrhundert v. Chr.) in seiner Ilias angesichts der Dauerkriege von Göttern und Menschen der Hoffnung Ausdruck „Schwände doch jeglicher Zwiespalt unter Göttern und Menschen“, hält die Befriedung streitender Parteien also für wünschenswert, ist für den vorsokratischen Philosophen Heraklit (um 520 bis 460 v. Chr.) der Krieg ein notwendiger, immerwährender, das Dasein konstituierender Prozess, dessen Missachtung als Torheit erscheint: Für Heraklit verkörpert der Krieg den natürlichen Prozess beständigen Werdens und Wandels. Er bezeichnet ihn als „Vater aller Dinge und […] König aller. Die einen macht er zu Göttern, die andern zu Menschen, die einen zu Sklaven, die andern zu Freien.“
Kriegführung zwischen den griechischen Stadtstaaten der klassischen Zeit – die den Umbrüchen der Dunklen Jahrhunderte folgte – war geprägt von kurzen und harten Schlachten mit Fußsoldaten, in denen schwer bewaffnete Hopliten als Bürgersoldaten in enger Formation (siehe Phalanx) aufeinander trafen und in einem blutigen Kampf die Entscheidung suchten; Distanzwaffen und Reiterei spielten hingegen eine nachrangige Rolle. Dieses für den Einzelnen hochgefährliche Vorgehen erforderte ein hohes Kampfethos und ein Vorhandensein aufeinander eingespielter, (d. h. gut ausgebildeter) Kämpfer und Einheiten. Strittig ist, ob darin der Anfang einer möglicherweise spezifischen und bis heute aufzeigbaren europäischen oder westlichen Art der Kriegführung zu sehen ist, die nicht auf Erschöpfung des Gegners setzt, sondern auf seine konzentrierte Niederwerfung (und idealerweise Vernichtung) in kriegsentscheidenden Schlachten durch arbeitsteilige und disziplinierte Truppen, welche ihre Kampfbereitschaft aus einem bürgerlichen Ethos ziehen. Der dem Krieg folgende Friede bedurfte besonderer Vertragsschlüsse. Im Griechenland des 4. vorchristlichen Jahrhunderts gab es infolge der Entwicklung nach dem Peloponnesischen Krieg, der die Instabilität der multipolaren Polis-Ordnung Griechenlands aufgezeigt hatte, jedoch mehrere – erfolglose – Versuche, durch die Idee des Allgemeinen Friedens unter prinzipiell als gleichrangig verstandenen Kleinstaaten eine dauerhafte Friedensordnung zu begründen.
Verbinden und politisch für makedonische Machtgewinnung nutzen ließ sich diese Vorstellung jedoch auch mit einer panhellenistischen Frontstellung gegen das Reich der Perser. Pazifizierung durch Großreiche (s. Hellenismus) setzte sich im Gefolge Alexanders des Großen – dessen Makedonische Phalanx und Hetairenreiterei das persische Heer überwunden und damit die in Xenophons Anabasis vertretene Annahme einer Überlegenheit griechischer Truppen bestätigt hatte – durch und war an weitreichende staatliche Organisationsfähigkeiten geknüpft. So beruhte die Pax Romana der römischen Kaiserzeit auf ständiger militärischer Präsenz Roms, das nun im Gegensatz zur Römischen Republik vor Gaius Marius ein über das ganze Reich verteiltes stehendes Heer aus Berufssoldaten unterhielt, das in Kastellen garnisonierte und über Militärstraßen schnell verlegbar und versorgbar war und über Steuern zentral finanziert wurde. Eigentliche Träger, Bewahrer und Vermittler militärischer Kompetenz und Disziplin über Jahrhunderte waren die Zenturionen, die als langdienende Berufsoffiziere die untere und mittlere Führungsschicht stellten und anders als die höherrangigen aristokratischen Militärtribune aus den Mannschaften rekrutiert wurden. Wichtigste und gefährlichste Gegner Roms waren einerseits germanische Stämme, gegen die man sich nach dem vergeblichen Eroberungsversuch im Zuge der Augusteischen Germanenkriege mit dem Bau des Limes abgrenzte und die sich im Lauf der Jahrhunderte zu militärisch immer gefährlicheren Kooperationsverbänden oder Großstämmen zusammenschlossen (vgl. Markomannenkriege, Franken, Ethnogenese durch Heerkönigtum) und andererseits das Reich der Parther, das wiederum vom hochorganisierten persischen Sassanidenreich abgelöst wurde, welches sich in den römisch-persischen Kriegen Rom gegenüber als so ebenbürtig erwies, dass das seit je infanterieorientierte römische Heer Kataphrakten nach sassanidischem Vorbild übernehmen musste. Gewisse Aufschlüsse über die spätrömische Organisation von Zivil- und Militärwesen gibt die Notitia dignitatum, über die Kriegskunde die Epitoma rei militaris. Der Einfall des nomadischen Reitervolkes der Hunnen löste die für Westrom verheerende Völkerwanderung aus, während der östliche Reichsteil ihre Herausforderung überstand. Die Erfindung des Steigbügels durch die Awaren verstärkte die Bedeutung von schwerer Kavallerie noch.

#### Völkerwanderung, Spätantike Islamische Expansion, Mittelalter
Nach dem Untergang des weströmischen Reiches, der im Westen für eine lange Zeit das Verschwinden von Berufsarmeen bedeutete und dem Auftreten des – u. a. durch den Gedanken des Dschihad – initial militärisch höchst erfolgreichen Islams (vgl. Islamische Expansion), der das durch einen Krieg gegen die Oströmer (→Byzantinisches Heerwesen) massiv geschwächte Sassanidenreich vernichtet und das Territorium Ostroms stark beschnitten hatte, entwickelten sich in der Völkerwanderung und im Frühmittelalter die Vorläufer der noch heute bekannten Nationen; die kriegerischen und wandernden Völker der ursprünglich heidnischen Angelsachsen, Wikinger und Magyaren setzten sich in ihren Landnahmen sprachlich oft durch, kulturell wurden sie jedoch vom Christentum absorbiert. Ihre Abwehr forderte militärische Innovationen wie die fränkischen Panzerreiter, die auch gesellschaftliche Folgewirkungen wie die stärkere Herausbildung eines ständisch abgrenzbaren Schwertadels hatten. Nach dem Verschwinden der römischen Berufssoldaten wurden im europäischen Mittelalter Heere nur dann aufgeboten und flexibel zusammengestellt, wenn ein Kriegszug geplant war.

#### Hochmittelalter und Kreuzzüge
Begründet wurde die Verpflichtung zum Heeresdienst durch die feudalen Abhängigkeiten innerhalb einer vom höheren und niederen Erb- und Militäradel (→ Lehnswesen, Ritter) dominierten subsistenzwirtschaftlichen Gesellschaft. Innerhalb dieser Gesellschaft fanden zahlreiche kleinere Konflikte als Fehden statt, deren Ausmaß und Dauer jedoch bedeutend sein konnte (beispielsweise die Soester Fehde). Durch Gottesfrieden und Landfrieden versuchte man dergleichen kriegerische Auseinandersetzungen zumindest zu reduzieren, neben Adel und Kirche traten im Verlauf des Mittelalters zunehmend auch die durch Fernhandel gestärkten Städte mit ihren Zünften, die ihre Territorien durch Landwehren abgrenzten und ihre Interessen durch milizartige Aufgebote und verfestigte Bündnispolitik (vgl. Hanse) vertraten. Religiöse, ethnische und machtpolitische Gründe vermischten sich im Rahmen der partiell gewaltsamen Christianisierung Europas und deren jahrhundertelangem Fortschreiten in die Peripherie, sowie den Kreuzzügen gegen Moslems und Heiden (siehe Wendenkreuzzug). Das Aufkommen militärischer Ritterorden ist eng mit den Kreuzzugsidealen verbunden, in ihrer militärisch effektiven Organisation, in der persönliche Besitzlosigkeit verbindlich und Aufstieg stark vom Verdienst abhängig war, liegt möglicherweise ein Vorgriff auf die späteren „geordneten Heere“, die im 16. Jahrhundert aufkommen sollten; Preußen etwa leitete sich vom Deutschordensstaat ab.
Im Hundertjährigen Krieg (im 14. und 15. Jahrhundert) um die Vorherrschaft in Frankreich gerieten die französischen Könige durch verheerende militärische Niederlagen althergebrachter Ritterheere (Schlacht bei Crécy, Schlacht von Azincourt) gegen mit Langbögen versehene und diese konzentriert einsetzende englische Truppen massiv unter Druck, verstärkt wurde die Problematik durch interne Machtkämpfe des Hochadels wie dem Bürgerkrieg der Armagnacs und Bourguignons. Die Zeit war geprägt durch relativ neue Phänomene wie das Auftreten freier Söldnerkompanien, die – jenseits des sich aufweichenden Monopols des Adels auf Waffen, nur schwer kontrollierbar und ständig unterbezahlt – das Land verheerten und zu einer weiteren Gefahr für Machtposition und Legitimität des Königtums der Valois wurden. Bestehend aus entwurzelten und brutalisierten Kriegsexistenzen führte das Wüten entlassener und als Écorcheurs berüchtigter Söldner zum Aufbau der Ordonnanzkompanien, ständiger und verlässlicher Einheiten des Königs, die die Adelsaufgebote ergänzten. Zusammen mit dem Aufbau eines sich zentralisierenden Steuersystems, das aufgrund der Notwendigkeit ständige militärische Grundkosten aufzufangen dem König das Recht auf dauerhafte Besteuerung auch jenseits eines konkreten Anlasses einräumte, war ihre Aufstellung ein bedeutsamer Zwischenschritt hin zum Aufbau stehender Heere und zur Herausbildung des modernen Staates in Europa.

#### Spätmittelalter, Frühe Neuzeit
Parallel zu diesen innereuropäischen Konflikten erwies sich der Aufstieg von Seldschuken und Osmanen als Beginn einer langanhaltenden und ernsthaften Bedrohung Europas, wie die verlorene Schlacht bei Nikopolis (1396) verdeutlichte. Mit den durch die zwangsrekrutierende Knabenlese gewonnenen Janitscharen verfügten sie über ständig einsetzbare, hoch motivierte und gutausgebildete Truppen, die sich in zahlreichen Kämpfen im Zusammenspiel mit Topey und Sipahi als überaus gefährliche Gegner zeigten. 1453 fiel Konstantinopel (→ Eroberung von Konstantinopel), in Spanien und Portugal wurden fast zeitgleich islamische Mächte jedoch in der Reconquista herausgedrängt.

### Asiatische Entwicklungen – Alexanderzug, Indien, China und der Mongolensturm
Durch den gemeinsamen eurasischen Kontinent fand die Kriegsgeschichte Asiens immer in einer gewissen Verbindung mit dem Orient und Europa statt, sowohl was Kriege wie militärische Entwicklungen betrifft.
So hatte das persische Reich der Achämeniden sowohl Auswirkungen auf die griechische Staatenwelt (Perserkriege), als auch auf den Norden des alten, nach dem Untergang der Indus-Kultur vedisch geprägten, Indiens, den wohl bereits Kyros II. bis zum Indus eroberte. Gandhara (im heutigen Afghanistan) wurde eine Satrapie des Reiches.
Alexander der Große eroberte erst Persien und rückte auf den Spuren des Kyros – diesen übertreffend – über den Punjab und den Sindh gegen indische Könige kämpfend den Indus entlang bis zu seiner Mündung vor. Das für das nachbronzezeitliche Griechenland typische Verschwinden einer an Streitwagen und Fernwaffen orientierten Kampfweise zugunsten primärer Verwendung von gutgeschulten Fußtruppen im Nahkampf hatte in Indien nicht stattgefunden, das Kastenwesen beschränkte die Kriegführung auf Angehörige der Kshatriya-Kasten, was die Mobilisierungsfähigkeit der indischen Gesellschaft stark einschränkte. Eine zweite griechisch-makedonische Invasion unter Seleukos Nikator scheiterte jedoch an Chandragupta Maurya, der mittlerweile die von Alexander eroberten Satrapien und Gebiete in Besitz genommen hatte und sich offenbar militärisch erstaunlich schnell an die Kampfweise der Griechen anpassen konnte. Er einigte sich mit Seleukos vertraglich zur Abgrenzung der Herrschaftsgebiete und lieferte diesem 500 Kriegselefanten, die dieser – erfolgreich – gegen seinen Rivalen Antigonos Monophthalmus nutzte. Der Aufstieg Chandraguptas, die Auseinandersetzungen mit Seleukos, Taktiken und sein politisch-militärisches Selbstverständnis wurden von Kautylia im politischen Lehrbuch Arthashastra verarbeitet. Nach Alexander bildeten sich in der Gandhara-Kultur eine griechisch geprägte Kulturlandschaft mit buddhistischer Religion, die über die Diadochen-Reiche eine Zeitlang noch mit der hellenistischen Kultur verbunden war und sogar ein zeitweiliges Indo-Griechisches Königreich aufwies, ehe innerindische Entwicklungen und Wanderungsbewegungen der Saken es verschwinden ließen. Das seleukidische Persien wurde vom Reich der Parther und Sassaniden abgelöst. Indien selbst sah bis ins Zeitalter des europäischen Kolonialismus ein kriegerisches Auf und Ab diverser Reiche, ab dem siebten nachchristlichen Jahrhundert mitgeprägt durch das Vordringen des Islams, von denen aber allein das hinduistisch-buddhistische Maurya-Reich und das islamische Mogulreich – nur zeitweilig – fast den gesamten Subkontinent umfassen konnten, das Gupta-Reich beherrschte zumindest den gesamten Norden und Teile des Südens. Der Maurya-König Ashoka vergrößerte sein Reich kriegerisch, ungewöhnlicherweise äußerte er später auf Säulen Bedauern und Schmerz über die Opfer des Krieges.
Über die lang andauernde Verbindung zu Indien konnten Kriegselefanten (sowohl indische wie afrikanische Waldelefanten) von griechischen Königen und karthagischen Feldherrn auch in Europa verwendet werden, wo sie etwa in der Schlacht von Heraclea oder nach Hannibals Alpenüberquerung gegen die Römer eingesetzt wurden, die sie aber – anders als Seleukiden, welche sie in ihre Siegel überführten und Ptolemäer – selber nicht auf Dauer übernahmen.
In China bildeten sich über diverse Stufen wie die Longshan-Kultur und die Erlitou-Kultur frühe Reiche wie die (nicht nachgewiesene) Xia-Dynastie und die (sicher nachgewiesene) Shang-Dynastie heraus, die spätestens ab den Zhou-Dynastien kulturelle Grundlagen späterer chinesischer Staatswerdung schufen. Die Bezeichnung Zeit der Streitenden Reiche steht dabei für eine kriegerische Konzentration der diversen Kleinreiche und Fürstentümer zu Staaten mit hochentwickelten Kriegswaffen aus Eisen und schlagkräftigen Heeren, denen weder Streitwagen, der Einsatz von Kavallerie, noch Distanzwaffen wie die Armbrust unbekannt waren, eine charakteristische Waffe jener Zeit ist die Ge. Strategisch-philosophische Überlegungen auf abstraktem Niveau wurden in Abhandlungen festgehalten (→Die Kunst des Krieges; →Sun Bin über die Kriegskunst). Innerhalb der konkurrierenden sieben Staaten, die letztendlich übrigblieben, setzte sich der Staat Qin in mehreren Eroberungsfeldzügen durch. Als totalitär anmutender Militärstaat von der Denkschule der Legalisten geprägt, schaffte es dieser Staat unter Qin Shihuangdi das erste – noch kurzlebige – Kaiserreich (→ Qin-Dynastie) zu gründen, dessen Beispiel eines zentralisierten und bürokratischen Gesamtstaates mit von oben nach unten vereinheitlichter Kultur für die chinesische Geschichte konstitutiv wurde, obgleich die dominante Denkschule der Konfuzianer Qin wegen seiner amoralischen Staatsdoktrin verdammte. Militärisch war Qin hochgerüstet, Aufschluss über Struktur, Aussehen und Bewaffnung der Elitetruppen seines Heeres gibt deren detailgetreues Abbild, die Terrakottaarmee. Durch eine von der Verwaltung unbarmherzig, aber höchst effektiv durchgeführte Form der Wehrpflicht war es gelungen, eine massive Überlegenheit speziell an Fußsoldaten aufzubieten, der Gegner wenig entgegenzusetzen hatten, daneben dienten im Heer zahlreiche professionelle Einheiten. Nach Wiederbelebung des in Aufständen zusammengebrochenen Reiches durch die Han-Dynastie dehnte das chinesische Kaiserreich allmählich und über viele Jahrhunderte die Kultur der Han-Chinesen auf das Gesamtgebiet des heutigen Chinas aus. Diese Entwicklung war verbunden mit Staatsbildungen auf den Gebieten Japans, Koreas und Indochinas, die kulturell und in direkten Auseinandersetzungen von China beeinflusst wurden. Ständiges Problem der chinesischen Kaiser seit Anbeginn war das Verhältnis zu nördlichen Nomaden Zentralasiens. Die Chinesische Mauer steht für ein jahrtausendealtes System hochorganisierter Abwehr, das nicht immer erfolgreich war, und zwischen defensiver Verteidigung (z. B. in der Sui-Dynastie) und präventiven Feldzügen zur ausdehnenden Vorfeldverteidigung (wie in der Tang-Dynastie) schwankte.
Dieses System hatte möglicherweise Auswirkungen bis nach Europa, indem es – nicht unumstritten – Wanderungsbewegungen und Kriegszüge nomadischer Völker Richtung Europa lenkte (s. Debatte um die Xiongnu und Hunnen). Eine gesicherte Verbindung zwischen den Kriegen Europas, dem Orient und Ostasiens wurde aber durch die Reichsgründung Dschingis Khans geschaffen, dessen Mongolensturm die Eroberung Chinas und die Zerschlagung und Schwächung islamischer Reiche einschloss, und über Russland bis ins ferne Deutschland reichte, wo ein deutsch-polnisches Ritterheer 1241 n. Chr. in der Schlacht von Liegnitz vernichtet wurde, ehe die Mongolen aus nicht sicher herleitbaren Gründen, aber zum mutmaßlich großen Glück Mittel- und Westeuropas umkehrten. Russland jedoch blieb für etwa drei Jahrhunderte im mongolischen Machtbereich. Für China hatten die Verheerungen des Mongolensturms möglicherweise die weitreichende Folge, dass technische Entwicklungslinien unterbrochen wurden, so dass es mit der Zeit hinter die späteren westlichen Staaten zurückfiel, mit entsprechenden Auswirkungen für die Machtverteilung in der Welt bis heute.
Feuerwaffen waren tatsächlich erstmals während der Song-Dynastie verwendet und fortentwickelt worden, ob sie dann direkt mit den Mongolen nach Europa kamen oder den Europäern vielmehr über den Kontakt mit den muslimischen Arabern vermittelt wurden, ist – ebenso wie die Art und Weise der Vermittlung – unklar. Das Wu Jing Zong Yao nennt zahlreiche Waffen, darunter mit dem sogenannten Pen Huo Qi bereits einen Flammenwerfer, dazu Sprenggranaten, feurige Pfeile etc. An der versuchten Eroberung Japans scheiterten die Mongolen.
Im arabischen Raum wurde der mongolische Siegeszug (→mongolische Kriegführung) – der die islamischen Reiche elementar bedrohte – durch Abwehrerfolge der Mamelucken – türkische Militärsklaven – beendet, die auch die Reste der Kreuzfahrerstaaten vernichteten, spätere Erfolge der Mongolen unter Timur bedrohten den Islam nicht mehr an der Wurzel, weil die Mongolen sich inzwischen zu ihm bekannten; das Osmanische Reich wurde durch die Eroberung arabischer Länder und Kriege gegen den Iran zum dominierenden Faktor des nahen Ostens, wie es auch ein Faktor im Westen war.

### Neuzeit bis 1914 – Von den Konfessionskriegen zu modernen Staatenkriegen

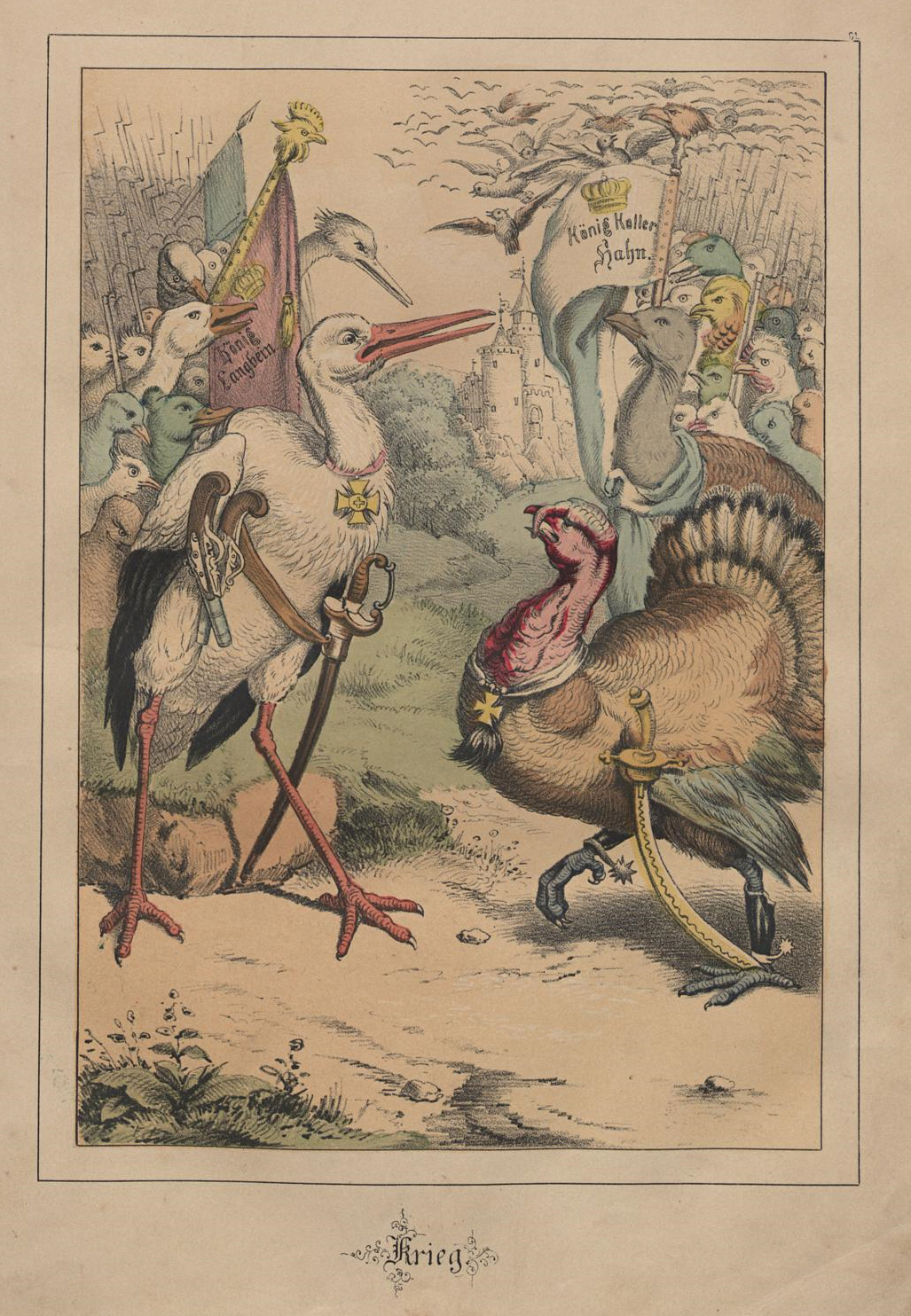
Krieg – Illustration von Gustav Süs zu Franz Wiedemann: Geschichten, wie sie Kinder gern haben (Dresden 1860)

Im Gefolge der Reformation zerfiel die relativ stabile Einheit des Mittelalters, das Heilige Römische Reich unter Führung von Kaiser und Papst. Die Verbindung von konfessionellen und machtpolitischen Gegensätzen führte zu diversen Konflikten und Kriegen, wie den Hugenottenkriegen oder dem Achtzigjährigen Krieg, in dem die militärisch den spanischen tercios unterlegenen Niederlande durch die Oranische Heeresreform zukunftsweisende Änderungen in der Kriegführung vornahmen. Begleitet wurden diese innereuropäischen Konflikte durch die sich intensivierende Europäische Expansion nach der Entdeckung Amerikas und der Seewege nach Asien, die durch deutliche Weiterentwicklungen im Schiffbau und der Navigation ermöglicht wurden. Kulturell fast nahtlos von der Reconquista in die Conquista übergehend, ermöglichte die Eroberung Mexikos und Perus durch ihre Profite den Aufstieg Spaniens zur zeitweiligen europäischen Vormacht, – und langfristig setzten zahlreiche Auswanderungs- und Siedlungsbewegungen ein, die erst zu europäischen Kolonien, dann aber auch zu neuen Staaten wie den späteren USA führen sollten.
Das Aufkommen von Feuerwaffen in Asien ermöglichte Aufkommen und Konsolidierung sogenannter Schießpulver-Reiche (Gunpowder-Empires), dazu zählen sowohl das chinesische Kaiserreich wie das Osmanische Reich oder das indische Mogulreich, - aber auch das spanische Übersee-Imperium. Die durch ein Monopol auf Feuerwaffen abgesicherte Stabilität verführte möglicherweise China und die islamische Welt zu einer Unterschätzung der technischen Innovationskraft Europas, wo Feuerwaffen nicht monopolisiert wurden, sondern in Konkurrenz (neben weiteren Entwicklungen etwa aus dem Bereich der Seefahrt) sprunghaft weiterentwickelt wurden.
Eine weitreichende Folge des Vordringens der Europäer auf den amerikanischen Kontinent war das durch eingeschleppte Krankheiten verursachte Massensterben der einheimischen Bevölkerung, deren ethnische Zusammensetzung so elementar und auf Dauer verändert wurde. Dies geschah in der Regel unbeabsichtigt. Es gibt jedoch einige verbürgte Fälle, bei denen Seuchen absichtlich verbreitet wurden, etwa durch die Verteilung pockeninfizierter Decken. Insgesamt wurde der Doppelkontinent nicht primär über die Indianerkriege, sondern über Krankheitskeime erobert, da die demographisch schwer getroffenen indianischen Gesellschaften zu konzentrierter Abwehr nur eingeschränkt noch in der Lage waren. Insgesamt erlagen mindestens drei Viertel aller indigenen Bewohner Amerikas den von den Europäern mitgebrachten Krankheiten.
Im Dreißigjährigen Krieg von 1618 bis 1648 mischten sich konfessionelle, ständische und gliedstaatliche Spannungen innerhalb des Heiligen Römischen Reiches mit den machtpolitischen Interessen der Nachbarländer, befeuert und genährt wurde der Krieg durch den habsburgisch-französischen Gegensatz. Geführt wurde der Krieg vornehmlich durch Söldnerheere, die ihren verheerenden Ruf bestätigten. Angeführt und aufgestellt von exzentrischen (→ Christian von Braunschweig-Wolfenbüttel) bis nüchtern-pragmatischen (→ Albrecht Wallenstein) adligen Kriegsunternehmern im oft wechselnden Dienst von Fürsten zeigte sich sowohl ihre Unabhängigkeit wie ihre stets prekäre Finanzierung als mit schrecklichen Nebenwirkungen für die neuzeitliche Gesellschaft verbunden. Getragen von verhältnismäßig eigenständigen Regimentern – denen im Tross Marketender, Soldatenfrauen und -familien, sowie Huren folgten – gingen im Krieg eher seltene Feldschlachten mit kontinuierlichen Raubzügen, Plünderungen und Massakern an der Zivilbevölkerung einher; im Konfliktverlauf starb etwa ein Drittel der mitteleuropäischen Bevölkerung, sei es durch unmittelbare Kriegswirkungen, sei es durch Kriegsfolgen wie Missernten, Hunger und eingeschleppte Seuchen.
Diese Geschehnisse bewirkten tendenziell einen Gesinnungswandel. Der Westfälische Frieden 1648 brachte zum ersten Mal das Prinzip der Nichteinmischung in die Angelegenheiten fremder Staaten in die Diskussion, wie weit die Verregelung des Krieges durch das Westfälische System ging und wie neuartig der es tragende Gedanke staatlicher Souveränität war, ist zwar umstritten, jedoch minderte der Vertragsschluss die politische Bedeutung religiöser Konfessionen und bewirkte, dass „sich die internationalen Beziehungen mithin rationalisierten“ Diffuse Zwischenzustände militärischer Gewaltanwendung verschwanden, es war nun klar geregelt, dass es als politische Zustände nur noch getrennt Krieg oder Frieden gab. Der Krieg entwertete den Anspruch, religiöse Standpunkte mit Waffengewalt durchzusetzen und ließ eine straffere Kontrolle der Kämpfenden geraten erscheinen. Der Westfälische Friede leitete in Europa die Trennung von Politik und Religion ein, im nun folgenden Zeitalter des Absolutismus wurden zentralisierte Staaten mit stehenden Heeren üblich. Gewichtige Gründe für eine Verschiebung des Kriegsmonopols auf die sich formierenden Territorialstaaten waren die enormen ökonomischen Kosten, die die Entwicklung der Artillerie mit sich gebracht hatte, denn diese zwang einerseits zum aufwendigen Festungsbau und andererseits zu einem koordinierten und zeitintensiv unterrichteten Einsatz von Kavallerie und Infanterie im Verbund mit und gegen die Artillerie – ein Aufwand den sich bald nur noch Staaten leisten konnten. Schweden hatte – befehligt von Lennart Torstensson – das erste Artillerieregiment der Geschichte aufgestellt und war bereits unter Gustav Adolf durch Reformierung seines Militärwesens von einem kleineren Staat zur Großmacht im Ostseeraum aufgestiegen, seine Machtpolitik bewegte das Kurfürstentum Brandenburg zur Neuformierung seiner Armee, womit auch sein Aufstieg begann, Peter der Große wiederum kopierte europäische Militärreformen und machte Russland dadurch zur Großmacht. Einteilung in feste und mit klaren Pflichtbereichen versehene Dienstgrade, rigide Disziplinierung und Ausbildung durch Drill und Exerzieren steigerte sowohl die Effektivität des Militärs, wie dessen Kontrolle durch die Staaten, – der Söldner wurde durch den einer ständigen und harten Militärgerichtsbarkeit unterworfenen Soldaten abgelöst. Elemente des Söldnerwesens wurden jedoch noch längere Zeit beibehalten (Kauf von Offiziersstellen, Kompaniewirtschaft). Mit der Schlacht am Kahlenberg wurde die türkische Expansion 1683 gebrochen und eine Wende der Türkenkriege erreicht, militärisch waren die Europäer von nun an überlegen.
Nach dem Ende der Religionskriege dominierten in Europa sogenannte Kabinettskriege, in denen unter vergleichsweise rationalen Gesichtspunkten für die Machtsteigerung der jeweiligen Dynastien gekämpft wurde. Weil hier weder religiöser Fanatismus wie vor 1648 noch ungebremster Nationalismus wie nach 1792 vorherrschten, ist die Annahme verbreitet, sie seien eher begrenzt gewesen. Dazu trug bei, dass die regierenden Fürstenhäuser ebenso wie der europäische Schwertadel europaweit oft miteinander verwandt oder verschwägert war. Dies erleichterte unideologische Kompromisse in den Friedensschlüssen. Andererseits war die durchschnittliche Dauer der Kriege länger und die Mannschaftsstärke der beteiligten Heere größer als im Mittelalter und im 16. Jahrhundert.
Im Zeitalter der Aufklärung entwickelt sich die Idee der allgemeinen Menschenrechte und daraus sich die des gehegten Krieges im zivilen Rahmen. Hatte seit Augustinus von Hippo die kirchliche Lehre vom gerechten Krieg die Kriterien zur Legitimation geliefert, so übernahmen dies nun aufgeklärte Juristen wie Hugo Grotius. Jedoch zeigte der Krieg parallel dazu Züge seiner Entgrenzung, am Siebenjährigem Krieg waren alle europäischen Großmächte beteiligt, ihre Kampfhandlungen waren nun nicht mehr auf Europa beschränkt, sondern fanden auch an den Schauplätzen kolonialer Expansion in Indien und Nordamerika (und auch in Afrika) statt, – in gewisser Weise trug bereits dieser Krieg Züge eines Weltkrieges. In der sogenannten Levée en masse mobilisierte dann die um ihr Überleben kämpfende Französische Revolution Massenheere, die aus ideologischer Begeisterung kämpften und die außerordentliche Machtstellung Frankreichs in den Koalitionskriegen und den ihnen folgenden Napoleonischen Kriegen begründen halfen, taktisch ermöglichten sie den Wechsel von der Lineartaktik zur Kolonnentaktik. Staaten wie Preußen reagierten mit einer eigenen Form der Wehrpflicht, dem sogenannten Krümpersystem als Teil breiter angelegter Heeresreformen, durch die enorme Vergrößerung der Heere stiegen auch die Opferzahlen spürbar an. In Spanien scheiterte Frankreich an einer britischen Intervention, – aber vor allem an einem Volksaufstand, der in einen beidseitig grausam geführten Guerillakrieg überging, in dem die Trennung von Kombattanten und Zivilisten verschwamm. Anders als in den Kabinettskriegen wurden die Völker materiell und ideologisch in den Krieg einbezogen, der preußische König wandte sich explizit an seine Untertanen, der Dichter Ernst Moritz Arndt verfasste 1813 mit seiner Schrift Über Volkshass und über den Gebrauch einer fremden Sprache ein chauvinistisches Pamphlet, das zum offenen Hass nicht allein gegen Napoleon, sondern gegen Frankreich insgesamt aufrief, – der Nationalismus war seit der französischen Revolution Teil europäischer Identitäten. Nach den Verheerungen dieser Kriege wurde Frieden als Ziel der Politik wieder denkbar und in Europa streckenweise auch erreicht: etwa in der verhältnismäßig stabilen Epoche nach dem Wiener Kongress 1815. Außerhalb Europas führten europäische Staaten weiterhin Kolonialkriege, in denen ihre immer weiter zunehmende technische Überlegenheit – aber auch ihre organisatorische Fähigkeit einheimische Truppen zu rekrutieren und nach dem Sepoy-System europäisch gedrillt für ihre Herrschaftszwecke zu verwenden – zum Tragen kam. Institutionell fand eine weitergehende Verwissenschaftlichung des Krieges statt, Preußen gründete 1808 seinen Generalstab, die Ausbildung von Führungspersonal in Militärschulen aller Art wurde ausgebaut.
In der stabilitätsorientierten Restaurationszeit nahm allerdings auch der Wunsch der Bevölkerungen nach Demokratie und Selbstregierung zu, mehrere gescheiterte Revolutionsversuche belegen dies. Problematisch daran war, dass geforderte Veränderungen nur auf Kosten der etablierten Staaten und damit der Stabilität in Europa möglich waren. Mit der Emanzipation der Gesellschaften von den Vorstellungen der monarchischen Regierungen nahm auch der Nationalismus wieder zu, erst noch verbunden mit dem Ideal der Demokratie, später neben und unabhängig von ihm. Die italienischen Vereinigungskriege gaben ein geglücktes Beispiel einer erfolgreichen Nationalbewegung ab, diesmal noch ohne das Gleichgewicht in Europa zu zerstören.
Mit dem Krimkrieg und dem Amerikanischen Bürgerkrieg außerhalb des europäischen Kerngebiets bekamen die Kriege ein bereits modern anmutendes Gesicht: Stellungskrieg und nun auch industriell ausgerüstete Massenheere sorgten für einen Anstieg der Opferzahlen und – im Civil War – eine stärkere Beteiligung eigentlich ziviler Familien, die über freiwillige Meldung und Wehrpflicht den Krieg in der Mitte der Gesellschaft erlebten. Innovationen wie das Minié-Geschoss erhöhten durch vergrößerte Reichweite und Zielgenauigkeit die Gefahr auf dem Schlachtfeld, so dass Soldaten nach ihren Erfahrungen mit klassischen Schützenlinien gegen Ende des Amerikanischen Bürgerkrieges nach Möglichkeit aus der Deckung heraus kämpften. Im Amerikanischen Bürgerkrieg zeigten sich auch die Mängel in der Verwundetenversorgung schmerzlich, noch im Krieg wurden dadurch durch den Militärarzt Jonathan Letterman mobile Feldlazarette nach festgelegten Standards errichtet und mit dem U.S. Ambulance Corps ein Vorläufer heutiger Sanitätsdienste gegründet. Die United States Sanitary Commission betrieb im Hinterland gleichfalls Hospitäler, dort taten auch Frauen als Krankenschwestern und in der Verwaltung Dienst; relativ eigenständig organisiert und teilweise an hervorgehobener Position (s. Dorothea Lynde Dix). Mary Edwards Walker war die erste offizielle Militärärztin der U.S Geschichte. Auf dem alten Kontinent führte der Schock über die mangelnde Versorgung der Opfer nach der Schlacht von Solferino zur privaten, aber gesellschaftlich bald breit unterstützten Gründung des Roten Kreuzes durch Henry Dunant und zur von zwölf europäischen Staaten gestützten Genfer Konvention von 1864.
In Europa endeten die deutschen Einigungskriege mit der Errichtung des zweiten deutschen Kaiserreiches, in ihnen zeigten Innovationen wie das rauchschwache Pulver, das preußische Zündnadel- und das französische Chassepotgewehr ihre Effektivität, neuentwickelte Hinterlader-Artillerie wie das C/64/67 bewies verheerende Wirksamkeit und mit der Mitrailleuse wurde eine Maschinenwaffe verwendet. Gutausgebildete und zahlenmäßig weit überlegene deutsche Wehrpflichtarmeen unter Führung der preußischen Armee setzten sich gegenüber der gleichfalls gutausgebildeten französischen Berufsarmee deutlich durch.
Die technische Überlegenheit der Europäer und Amerikaner gegen Ende des 19. Jahrhunderts stabilisierte insgesamt ihre führende Position in der Welt, Kolonialismus und Imperialismus waren Ausdruck ihrer militärischen und wirtschaftlichen Potenz. Allerdings gelangten die technischen Errungenschaften mit der Zeit auch in die Hände der Gegner (siehe Diffusion). So ließ etwa der äthiopische Kaiser Menelik II. den Schweizer Alfred Ilg inländische Waffenfabriken bauen und kaufte 100.000 moderne Lebel-Gewehre. 1896 fügte er den angreifenden Italienern in der Schlacht von Adua damit die „schlimmste Niederlage zu, die jemals eine europäische Macht in einem kolonialen Eroberungskrieg erlitt“. Äthiopische Artillerie bereitete an einem einzigen Tag den Italienern stärkere Verluste, als sie in ihrem gesamten Einigungskrieg hatten verzeichnen müssen. Noch deutlicher war der Aufstieg Japans, dessen blitzschnelle Modernisierung und Industrialisierung nach der 1853 erzwungenen Öffnung durch die Schwarzen Schiffe des amerikanischen Kommodore Perry mit der Seeschlacht bei Tsushima 1905 nur fünfzig Jahre später zum Eintritt des Landes in die Liga der Großmächte führte. Japan und Äthiopien waren die einzigen Länder, die koloniale Ansprüche aus eigener Kraft dauerhaft abwehren konnten.
Die moderne Form des Krieges setzte Nationalstaaten voraus, die über ein Steueraufkommen und Verteidigungsetat verfügen und damit eine stehende Armee aufstellen können. Die Entwicklung führte zu immer größeren Armeen mit immer stärkeren Waffen und tendenziell entsprechend höheren Opferzahlen (die jedoch wie erwähnt relativ gesehen deutlich niedriger waren und sind als in prähistorischen und vormodernen Stammeskriegen.)
Im 19. Jahrhundert finden sich auch erste Ansätze zur Begrenzung und Regulierung von bewaffneten Konflikten, die sich als modernes Völkerrecht etablierten. Daraus abgeleitet wurden auch das kodifizierte Kriegsrecht und das Kriegsvölkerrecht. Seine bedeutendsten Errungenschaften vor 1914 waren:
- die Genfer Konvention von 1864, die vor allem die humane Versorgung von Kriegsopfern vorsah;
- die Haager Landkriegsordnung von 1907, die erstmals strikt zwischen Zivilisten und Kombattanten trennte und in Artikel 22 den revolutionären Satz festschrieb: „Die Staaten haben kein unbegrenztes Recht in der Wahl der Mittel zur Schädigung des Feindes.“

Die Kriegsgründe blieben bei dieser Kodifizierung des Kriegsverlaufs ausgeklammert, und die Wahl der Mittel wurde ebenfalls noch nicht verbindlich geregelt.

### Das Zeitalter der Weltkriege

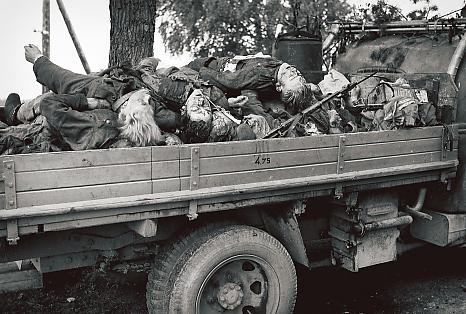
Finnische Kriegstote, 1944

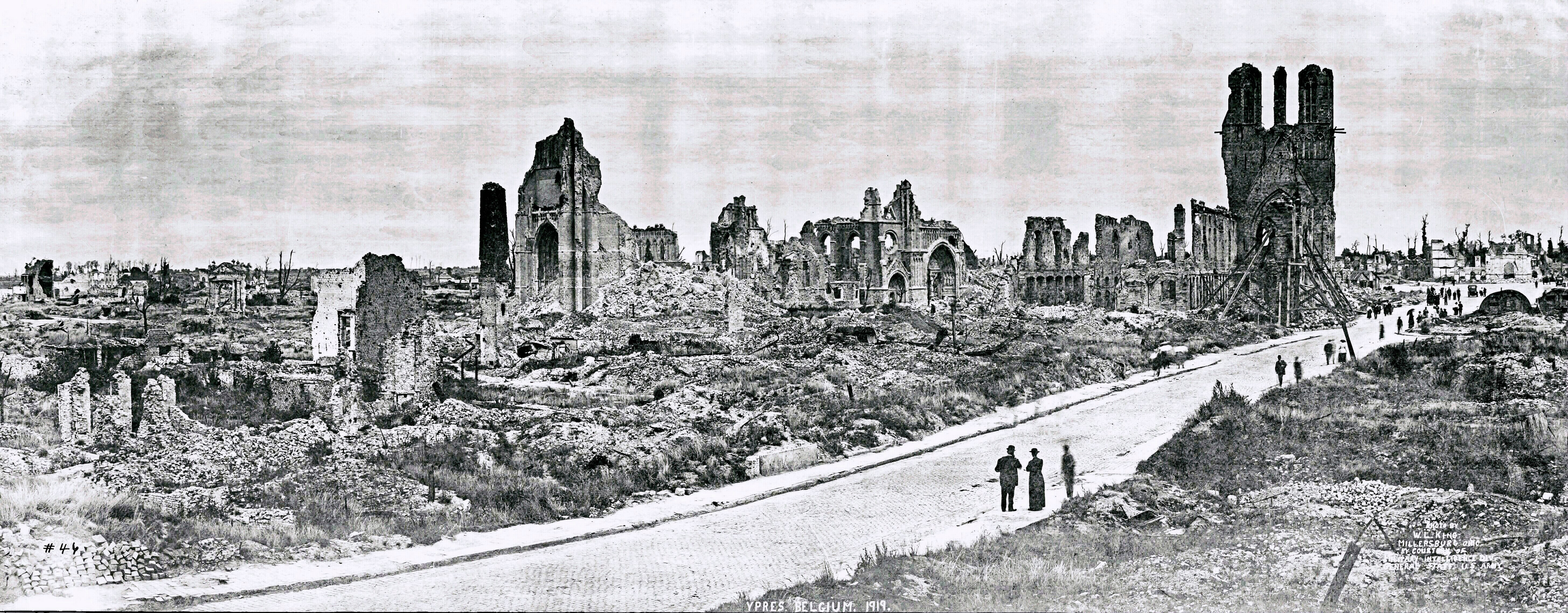
Die im Ersten Weltkrieg zerstörte Stadt Ypern, 1919

Im Ersten Weltkrieg führte der Einsatz von Maschinengewehren, Panzern, Flugzeugen, U-Booten, Schlachtschiffen, Giftgas sowie die totale Kriegswirtschaft zu einem neuen Gesicht des Krieges. Feld- und Seeschlachten forderten Millionen Todesopfer und Abermillionen von Schwerverletzten.
Die bisherige europäische Bündnis-, Gleichgewichts- und Vertragspolitik mit ihrer Doppelstrategie von Hochrüstung und Diplomatie war nicht zuletzt am Konkurrenzkampf um Kolonien (Hochimperialismus, Wettlauf um Afrika) gescheitert. Darum wurde - vor allem auf Initiative des US-Präsidenten Woodrow Wilson - nach 1918 versucht, eine internationale Konfliktregelung zu institutionalisieren. Die Gründung des Völkerbunds stellte den Frieden als gemeinsames Ziel der Staaten heraus und gab dem Völkerrecht eine organisatorische Basis.
Der Briand-Kellogg-Pakt zur Ächtung des Angriffskrieges war ein weiterer Schritt, um nicht nur den Kriegsverlauf, sondern die Staatssouveränität bei der Entscheidung zum Krieg zu begrenzen und den Verteidigungskrieg international akzeptierten Kriterien zu unterwerfen.
Angesichts der neuen Kriegsqualität, die die Massenvernichtungsmittel bedeuteten, wurde ferner versucht, bestimmte als unnötig grausam verstandene Waffen zu ächten und zu verbieten. Dies gelang bis 1939 jedoch noch nicht, obwohl die prinzipielle juristische Handhabe dafür mit der Haager Landkriegsordnung gegeben war.

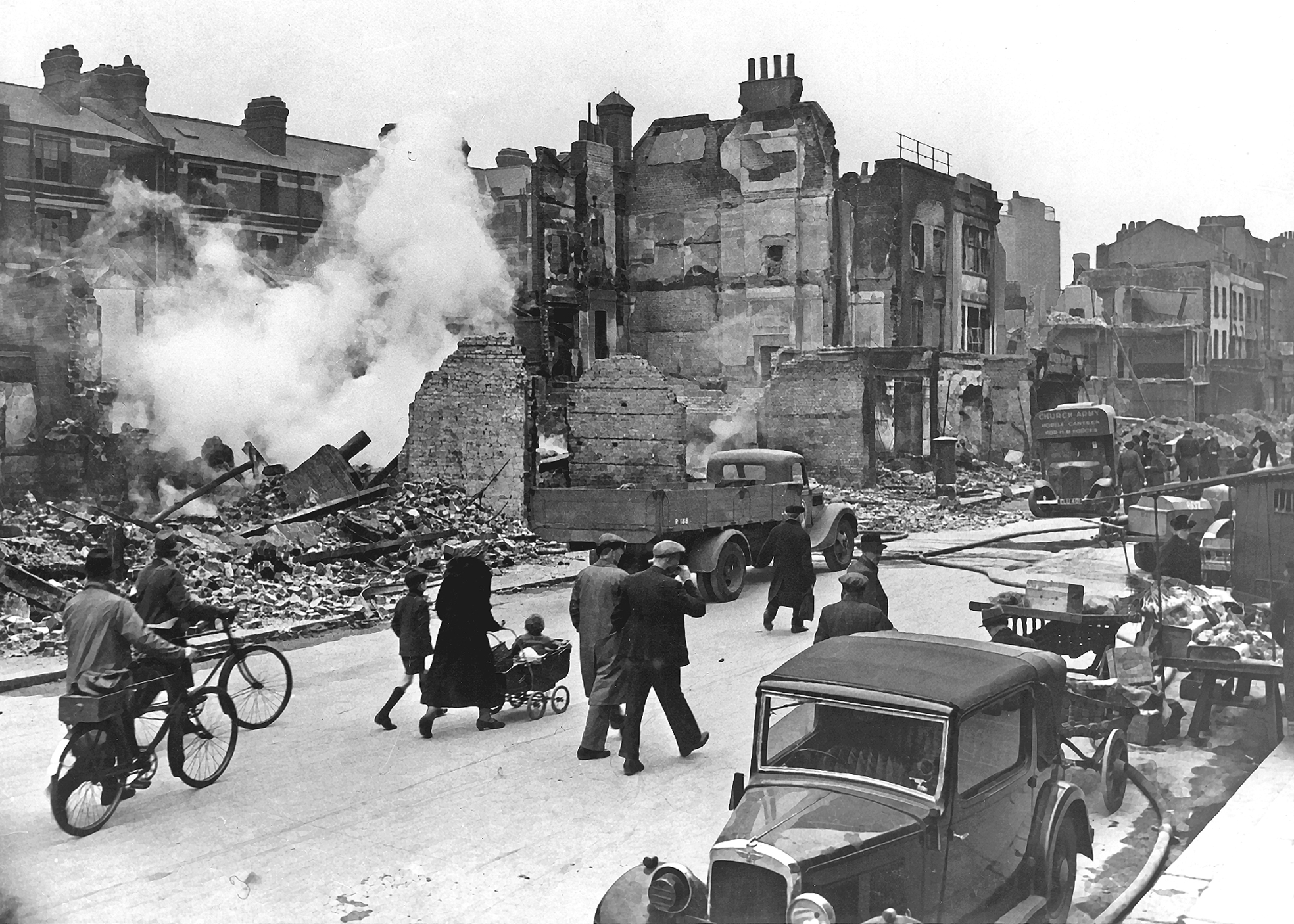
Durch deutsche Angriffe (The Blitz) zerstörte Gebäude in London während des Zweiten Weltkrieges

Der Aufstieg des Nationalsozialismus beendete diese Bemühungen. Systematisch ignorierte Adolf Hitler von 1933 bis 1939 die völkerrechtlichen Verpflichtungen Deutschlands und bereitete seinen Eroberungs- und Vernichtungskrieg vor. Die Appeasement-Politik Großbritanniens scheiterte trotz der 1938 durch Großbritannien, Frankreich, Italien und Deutschland der Tschechoslowakei aufgezwungenen Abtretung des Sudetenlandes (Sudetenkrise) und der deutschen Besetzung von Böhmen und Mähren im März 1939. Der Weg in den Zweiten Weltkrieg war damit frei.
Dieser begann wie der erste als konventioneller Krieg, wurde aber rasch und unaufhaltsam zum totalen Krieg. Staatlich gelenkte Kriegswirtschaft, Kriegsrecht, allgemeine Wehrpflicht und Propagandaschlachten an der Heimatfront bezogen die Völker ganz und gar in die Kampfhandlungen ein. Die Mobilisierung aller nationalen Reserven für Kriegszwecke hob die Unterscheidung zwischen beteiligten Zivilisten und Kombattanten auf. Die Kriegsführung ignorierte, insbesondere in Osteuropa, in hohem Maße das Kriegs-Völkerrecht.
So kam es im Kriegsverlauf
- zum immer weiter eskalierenden Bombenkrieg auch auf Ziele in dicht besiedelten Gebieten, beginnend mit dem Bombenangriff auf die polnische Stadt Wieluń durch die deutsche Luftwaffe am 1. September 1939. Später wurde vor allem von britischer und amerikanischer Seite auch gezielt die deutsche Zivilbevölkerung angegriffen, um die Kampfmoral zu brechen (sog. „morale bombing“),
- zur Verbindung von territorialer Eroberung und Massentötungen von Zivilisten an der Ostfront. Dabei wurden nach dem deutschen Überfall auf Polen und dem Unternehmen Barbarossa gegen die Sowjetunion zunächst gezielt die polnischen Eliten (Intellektuelle, Klerus, Adel und höhere Staatsbedienstete) durch deutsche Einsatzgruppen und das sowjetische NKWD interniert oder ermordet, um die beiderseits geplante Kolonisierung Polens zu erleichtern. Beispielhaft stehen dafür die Sonderaktion Krakau als Teil der Intelligenzaktion sowie die darauf folgende AB-Aktion zur Bekämpfung des Widerstands gegen die deutsche Besetzung Polens, und das vom NKDW begangene Massaker von Katyn. Mit dem Beginn des Russlandfeldzugs ab 1941 wurden die Einsatzgruppen vorwiegend zur Ermordung von sowjetischen Juden, Kommunisten und höheren Staatsbediensteten eingesetzt. Begründet wurde dies zwar in erster Linie mit der „Befriedung“ der eroberten Gebiete, da oben genannte Gruppen besonders verdächtigt wurden Widerstand gegen die Besetzung zu leisten. Die unterschiedslose Ermordung der jüdischen Bevölkerung beruht jedoch auf dem Antisemitismus der Nationalsozialisten und wurde mit dem „jüdischen Bolschewismus“ begründet. Die Wehrmacht unterstützte die als „Partisanen- oder Bandenbekämpfung“ verharmlosten Massentötungen logistisch, da sie sich davon eine Verringerung der Partisanenaktivitäten im Hinterland versprach. Gestützt auf den „Kommissarbefehl“ lieferte sie gefangengenommene Politkommissare und jüdische oder kommunistische Kriegsgefangene den Einsatzgruppen aus, die diese fast immer ermordeten. Die Wehrmacht stellte ebenfalls eigene „Bandenbekämpfungseinheiten“ auf, die zumeist aus nichtdeutschen Freiwilligen rekrutiert und von deutschen Offizieren geleitet wurden und bei Vergeltungsaktionen für Partisanenangriffe zahlreiche Kriegsverbrechen begingen,
- zum massenhaften und zum Teil gezielt herbeigeführten Zugrundegehen sowjetischer, polnischer und deutscher Kriegsgefangener,
- zur Strategie der „verbrannten Erde“, zunächst durch die Rote Armee und später durch die Wehrmacht
- zu massenhaften Vergewaltigungen und Morden an deutschen Zivilisten durch Rotarmisten nach der Besetzung Ostdeutschlands durch die Rote Armee gegen Kriegsende,
- und schließlich zu den US-amerikanischen Atombombenabwürfen auf Hiroshima am 6. August und Nagasaki am 9. August 1945.

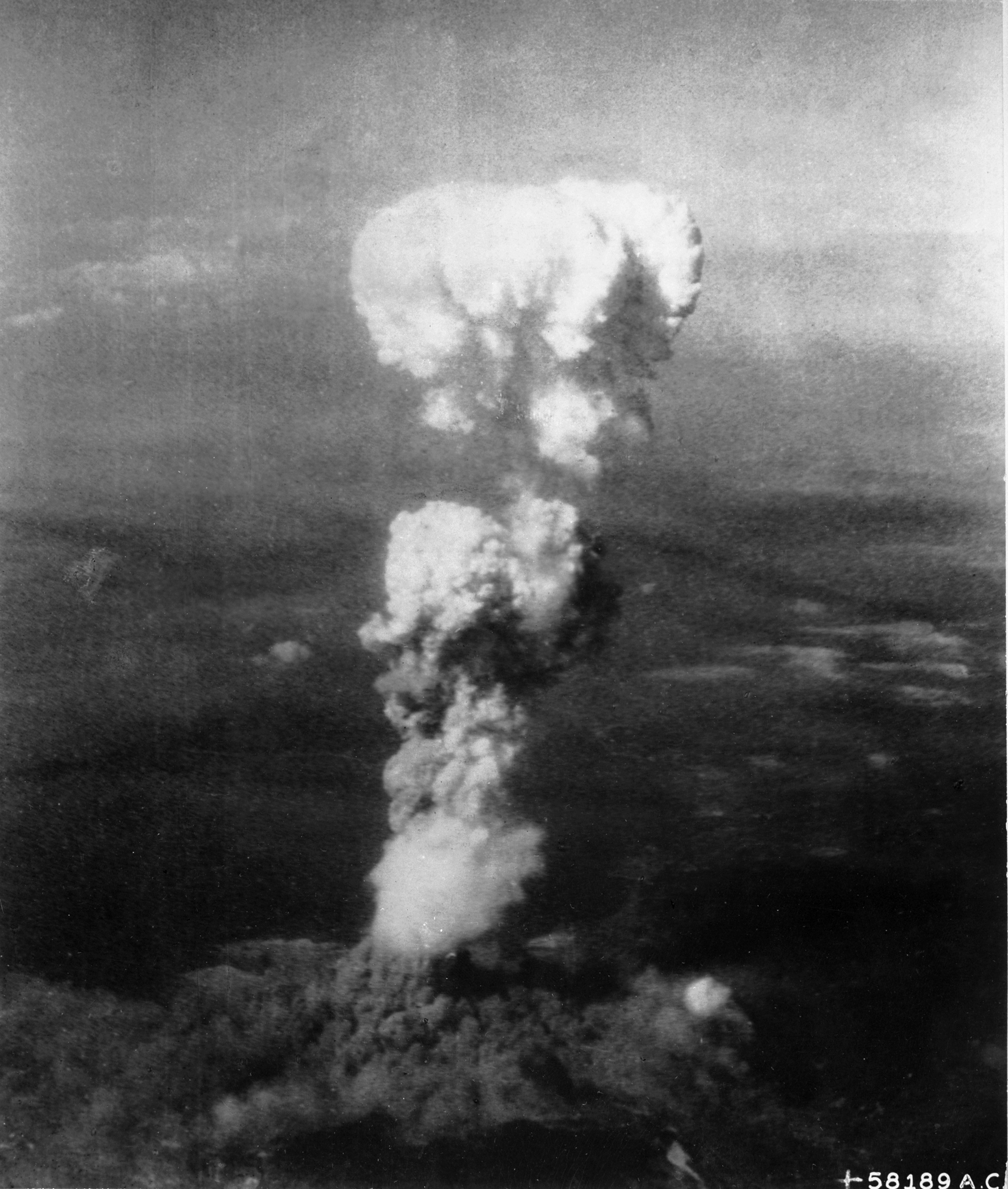
Atombombe über Hiroshima

Die Nürnberger Prozesse schufen den neuen Straftatbestand des „Verbrechens gegen die Menschlichkeit“: dies war der erste Versuch, Menschen nach dem Völkerrecht wegen begangener Kriegsverbrechen zu verurteilen.

### UNO und Kalter Krieg (1945–1990)
Die ungeheure Steigerung der Vernichtungskapazitäten und Verselbstständigung der Kriegsführung verstärkte nach 1945 die Bemühungen, Kriege generell zu vermeiden. In Europa, besonders in Deutschland herrschte bei weiten Teilen der Zivilbevölkerung die Einstellung vor: Nie wieder Krieg!
Erneut wirkten nun vor allem die USA auf die Einrichtung einer Weltorganisation zur diplomatischen Konfliktlösung und Kriegsverhütung hin: die Vereinten Nationen. Die Erfahrung der Ohnmacht des Völkerrechts in den Weltkriegen fand ihren Niederschlag in ihrer Charta, hier vor allem in Kapitel II, Absatz 4:

„Alle Mitglieder unterlassen in ihren internationalen Beziehungen jede gegen die territoriale Unversehrtheit oder die politische Unabhängigkeit eines Staates gerichtete oder sonst mit den Zielen der Vereinten Nationen unvereinbare Androhung oder Anwendung von Gewalt.“

Dies verbot erstmals allgemeinverbindlich jeden Angriffskrieg und jede militärische Erpressung. Die Charta bekräftigt das Prinzip der Nichteinmischung und das natürliche Recht zur Selbstverteidigung im Fall eines feindlichen Angriffs. Sie verpflichtet alle Mitglieder zu gemeinsamen friedenserhaltenden oder wiederherstellenden Maßnahmen und machte diese von einem Mandat des UN-Sicherheitsrats abhängig. Dabei stand auch die Sorge vor einem neuen weltumspannenden Konflikt Pate, die durch den Zerfall der Anti-Hitler-Koalition bereits auf der Konferenz von Potsdam im Juli 1945 am Horizont auftauchte.
Auch die Bemühungen zur Ächtung bestimmter Waffengattungen wurden seit 1945 verstärkt. Doch während das Verbot von B- und C-Waffen weithin akzeptiert wurde, misslang das universale Verbot der Atomwaffen. Bis 1949 besaßen die USA das Atommonopol; bis 1954 erreichte die Sowjetunion ein strategisches „Atompatt“, das vor allem auf der Bereithaltung von Wasserstoffbomben und Fernlenkwaffen beruhte. Beide weltpolitischen Kontrahenten waren von nun an zum atomaren Zweitschlag mit unkalkulierbaren Folgen im Feindesland fähig.
Seit dem Beinahe-Zusammenstoß der Supermächte in der Kubakrise von 1962 wurden ergänzend aber erste Schritte zur gemeinsamen Rüstungskontrolle gemacht. Die KSZE wurde 1973 eingerichtet und erlaubte den Europäern gewisse eigenständige Abrüstungsinitiativen mit der Sowjetunion. Hinzu kam die seit 1979 wachsende Friedensbewegung, die den innenpolitischen Druck zu Abrüstungsvereinbarungen vor allem in Westeuropa und den USA verstärkte. Mit Gorbatschows Angeboten gelang 1986 in Reykjavík ein Durchbruch zum vollständigen Rückzug aller Mittelstreckenraketen aus Europa, der eine Reihe Folgeverträgen nach sich zog.

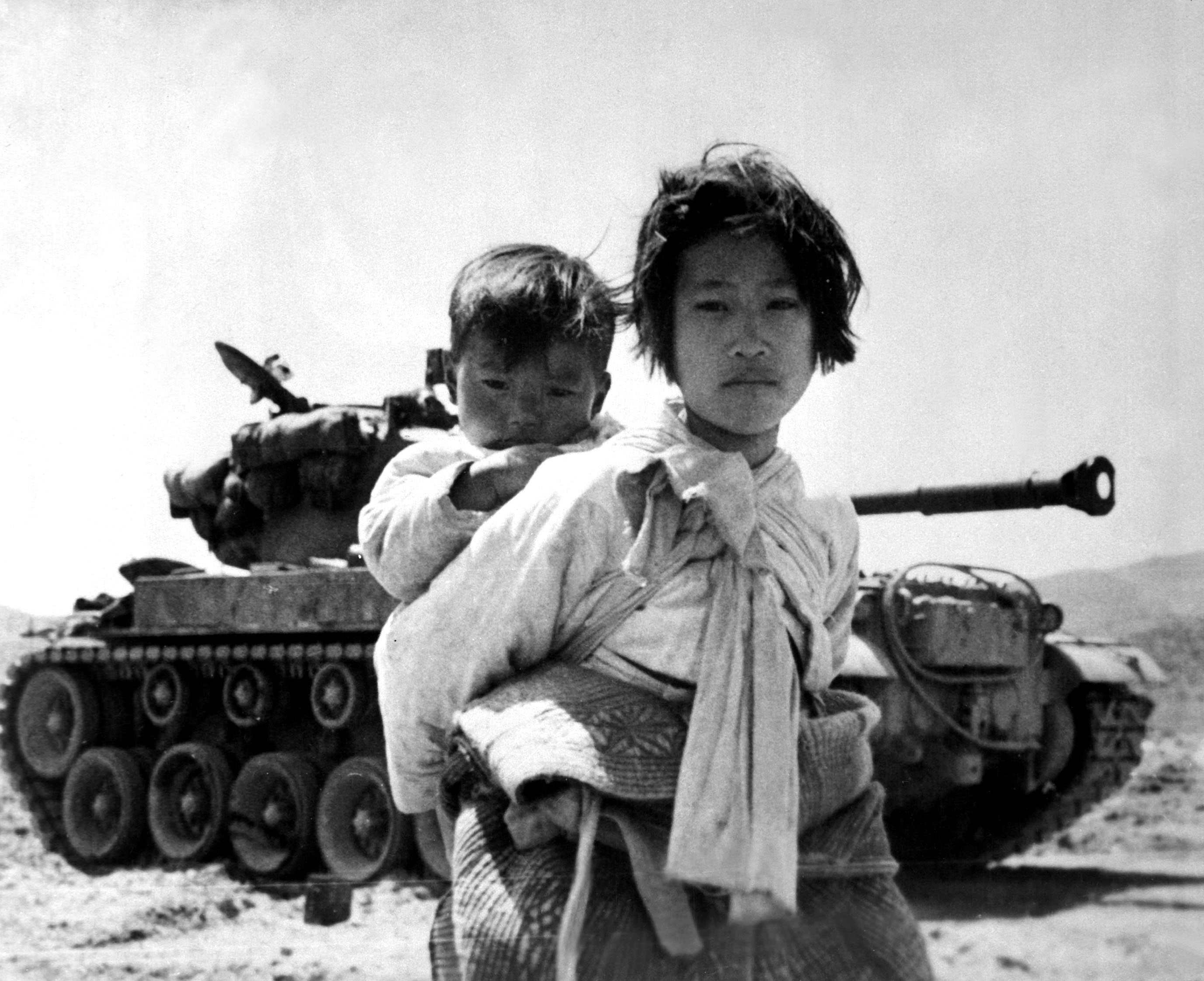
Koreakrieg (ca. 1951)

Unterhalb der Atomkriegsschwelle fanden jedoch zwischen 1945 und 1990 laufend so genannte konventionelle Kriege vor allem in Ländern der so genannten Dritten Welt statt. Eine Reihe davon waren Stellvertreterkriege, z. B. der Koreakrieg (1950 bis 1953), der Vietnamkrieg (1964–1975) sowie zahlreiche Konflikte in Afrika und Lateinamerika. Dort verhinderten der Kalte Krieg und das gegenseitige Abstecken von Einflusszonen der Supermächte häufig regionale Konfliktlösungen und begünstigte verlängerte Bürgerkriege mit vom Ausland finanzierten Guerillakämpfern.

### Tendenzen seit 1991
Die Auflösung der Sowjetunion und Jugoslawiens führte Anfang der 1990er Jahre zu neuen Kriegen. Seit 1992 ist die Zahl der laufenden Kriege pro Jahr jedoch deutlich vermindert. Andererseits wird Krieg seit dem Ersten Golfkrieg der USA und dem Falklandkrieg Großbritanniens nun auch in Europa teilweise wieder als Mittel zum Erreichen legitimer Ziele wie der Durchsetzung von Menschenrechten oder der Prävention gegen tatsächliche oder vermutete Rüstungs-, Terror- und Angriffspläne angesehen.
Als Reaktion auf die Terroranschläge vom 11. September 2001 rief US-Präsident George W. Bush den Krieg gegen den Terror aus. Auch Deutschland schloss sich den darauffolgenden Militäroperationen mit dem Einsatz der Bundeswehr in Afghanistan und weiteren Auslandseinsätzen zum Teil an.
Auffallend an den Konflikten des 21. Jahrhunderts ist, dass sie nur noch in seltenen Fällen zwischen Staaten stattfinden. Der typische Krieg ist ein innerstaatlicher Konflikt; so gab es etwa 2013 keinen Krieg über Staatsgrenzen hinweg. Doch grenzen verschiedene Institute interne Konflikte unterschiedlich ab und gelangen dadurch zu abweichenden Einschätzungen. Nicht beendete Kriege, sogenannte „eingefrorene Konflikte“, sind vor allem im ehemaligen Machtbereich der Sowjetunion zu finden.
Der Politikwissenschaftler Herfried Münkler benennt mehrere Gründe für das neuerdings vermehrte Fortschwelen kriegerischer Konflikte. Es finde sich in der Regel niemand, der über Forderungen an die Konfliktparteien hinaus die Beendigung eines Krieges durchzusetzen in der Lage sei. Auf Kompromissen beruhende Friedensschlüsse früherer Zeiten kämen in Bürgerkriegskonstellationen nicht mehr zum Tragen; da komme man über einen Waffenstillstand kaum hinaus. Oft aber entstünden aus Bürgerkriegskonflikten transnationale Verwicklungen, deren Komplexität mit einfachen Friedensschlüssen ebenfalls nicht rasch beizukommen sei. Dabei seien die geschlossenen Kriegsökonomien der Einzelstaaten durch offene Kriegsökonomien abgelöst worden, über die von außen stetig Gelder, Waffen, Hilfsgüter und Kämpfer in das Kriegsgebiet einströmten. Unter den heutigen Kriegsakteuren gebe es viele, die „vom Kriege leben“ und deshalb kein Interesse an seiner Beendigung hätten. Und je länger ein solcher Krieg daure, desto schwieriger werde die Rückkehr in ein ziviles Leben: „Ist erst einmal eine ganze Generation herangewachsen, die nichts kennengelernt hat, als einen solchen vor sich hin schwelenden Krieg und die nichts gelernt hat, als in diesem Krieg durch Gewalt zu überleben, so ist es nahezu unmöglich geworden, einen solchen Krieg durch einen Friedensschluss zu beenden.“ Immer gebe es in Bürgerkriegen, die regellos und mit großer Grausamkeit geführt würden, noch Leute, die in Rache und Gegenrache mit ihren Gegnern noch eine Rechnung offen hätten.
Im Zeitalter von Digitalisierung und Internet entstehen neue Formen der Kriegsführung. Bezeichnungen wie Cyberwar, Infowar, Netwar oder Lawfare beziehen sich auf Kriege ohne Schlachtfeld und Heere, werden aber auch parallel dazu eingesetzt. Unbemannte Drohnen werden für militärische Zwecke gerüstet und führen mit dem gezielten Töten eine neue Form des Krieges ein, deren ethische Probleme zu öffentlichen Kontroversen führen.
Russland nannte seinen Überfall auf die Ukraine 2022 eine „militärische Spezialoperation“. Allen russischen Medien wurde die Verwendung des Wortes Krieg und ähnlicher Worte verboten. Die einzige verbliebene kritische Zeitschrift Russlands, die Nowaja gaseta, untersuchte folglich den Begriff „militärische Spezialoperation“ und kam zum Schluss, dass der Begriff eine Aktion definiere, welche nicht länger als zwei Wochen dauere. Gegenüber der BBC hatte Andrej Kortunow, Generaldirektor des „Russischen Rates für Internationale Angelegenheiten“ (RIAC), der sich für Internationale Zusammenarbeit einsetzt, angegeben, dass der russische Plan offenbar von einer zweiwöchigen Operation ausgegangen sei.

### Zahlen
Die Zahl der Kriege in der Menschheitsgeschichte wird in der Fachliteratur unterschiedlich angegeben. Die amerikanischen Politikwissenschaftler John Baylis oder Mike Sheehan nehmen an, es habe über 14.000 Kriege mit insgesamt 3,5 Milliarden Toten gegeben. Laut den niederländischen Sozialwissenschaftlern Brenden Jongman und Johan M.G. van der Dennen gehen diese Zahlen auf Angaben über Friedensschlüsse zurück, die der französische Journalist François-Odysse Barot 1864 veröffentlichte. Sie seien immer weiter extrapoliert worden. Dies sei keine belastbare empirische Basis. Andere Sozialwissenschaftler nennen eine Gesamtzahl von deutlich weniger als 2000 Kriegen bzw. mindestens 308 für die Zeit von 1480 bis 1964.

## Krieg und Politik
Das Grundgesetz der Bundesrepublik Deutschland bestimmt im Artikel 26 (1):

„Handlungen, die geeignet sind und in der Absicht vorgenommen werden, das friedliche Zusammenleben der Völker zu stören, insbesondere die Führung eines Angriffskrieges vorzubereiten, sind verfassungswidrig. Sie sind unter Strafe zu stellen.“

Seit der Neuzeit wird Krieg eng mit der Politik souveräner Nationalstaaten verknüpft, die innenpolitisch über ein Gewaltmonopol verfügen. Der preußische Militärtheoretiker Clausewitz sah Krieg als „Akt der Gewalt, um den Gegner zur Erfüllung unseres Willens zu zwingen“. Weil diese Gewalt von einem souveränen Staatswesen ausgeht, definierte er sie als „Fortsetzung der Politik mit anderen Mitteln“:

„So sehen wir also, dass der Krieg nicht bloß ein politischer Akt, sondern ein wahres politisches Instrument ist, eine Fortsetzung des politischen Verkehrs, ein Durchführen desselben mit anderen Mitteln. Was dem Kriege nun noch eigentümlich bleibt, bezieht sich bloß auf die eigentümliche Natur seiner Mittel.“

Eine politische Orientierung, die Krieg für natürlich, unvermeidbar, sogar fortschrittsfördernd hält und Rüstungsanstrengungen prinzipiell bejaht, nennt man Militarismus.
Die entgegengesetzte Haltung will Kriege nicht nur vermeiden, sondern langfristig als Mittel der Konfliktaustragung ausschließen, abschaffen und überflüssig machen: Der Pazifismus (von Lateinisch pacem facere: „Frieden schaffen“).
Für ihn ist Krieg „eine Geißel der Menschheit“ (UN-Charta).
Zwischen diesen Polen bewegt sich die so genannte „Realpolitik“ des Großteils aller Staaten, die militärische Gewalt als ultima ratio – „letztes Mittel“ – nie ganz ausschließt und von Fall zu Fall als unvermeidlich anwendet. Dabei ist in heutigen Gesellschaften vor, in und nach einem Krieg meist heftig umstritten, ob und wann dieses Mittel tatsächlich das letzte, der Krieg also wirklich unvermeidbar war und ist.

## Militärstrategie
Die militärische Strategie ist der Plan, um den Zweck des Krieges zu erreichen. Zweck des Krieges ist nach Clausewitz immer der Friede, in dem die eigenen Interessen dauerhaft gesichert sind.
Militärische Strategien ändern sich mit der Waffenentwicklung. In der Geschichte wurden häufig dominante Mächte zurückgeworfen, weil neuere, wirksamere Waffen entwickelt wurden. Aber auch ohne Neuentwicklung von Waffen können bessere strategische Planungen einen Krieg entscheiden, u. U. auch aus der Unterlegenheit heraus.
In der Militärstrategie geht es immer darum, durch geschickte räumliche und zeitliche Anordnung der Gefechtssituationen den Erfolg herbeizuführen. Als Krönung gilt es allgemein, wenn man ohne einen Kampf den Sieg davonträgt. Kriegslisten sind daher ein wesentliches Element des Krieges. Die wohl berühmteste Kriegslist der Geschichte ist die des trojanischen Pferdes.
Militärstrategie lässt sich nach Edward Luttwak in zwei Dimensionen aufspannen. Einer Horizontalen und einer Vertikalen. Die Horizontale Ebene entspricht der temporären Abfolge jeder strategischen Operation inklusive Clausewitzs Kulminationspunkt.
Die Vertikale Dimension gliedert sich in mehrere Ebenen. Die unterste ist die technische Ebene, diese umfasst die Effektivität, als auch die Kosten von Waffensystemen, und damit auch den Ausbildungsstand und Leistungsfähigkeit der einzelnen Soldaten.
Als Nächstes folgt die taktische Ebene. Sie umfasst die untere Militärische Führung also alles bis Bataillons- oder Brigadeebene sowie die Moral der Truppe und beinhaltet vor allem die Geländeausnutzung.
Als Nächstes folgt die operative Ebene. In dieser findet sich die militärische Strategie von Divisionsebene und aufwärts. Hier werden größere militärische Manöver unter anderen Gesichtspunkten als in der taktischen Ebene geplant und ausgeführt. Hier entscheiden weniger das Gelände als beispielsweise die zur Verfügung stehenden Ressourcen inklusive die Einbeziehung wirtschaftlicher Kapazität.
Als oberste Ebene gilt die Gefechtsfeldstrategie. In ihr entscheiden einzig und alleine die politischen Ziele und Eigenheiten der kriegführenden Parteien. Auf einem Kriegsschauplatz wird die Strategie im Rahmen von Feldzügen durch Operationen umgesetzt. Für Operationen werden Weisungen und Operationspläne erstellt, die die übergeordneten strategischen Ziele in praktische, militärische Aufträge und Handeln umsetzen.
Zu den berühmtesten strategischen Denkern gehören Sun Zi (Die Kunst des Krieges) und Carl von Clausewitz (Vom Kriege).

## Ethische Aspekte

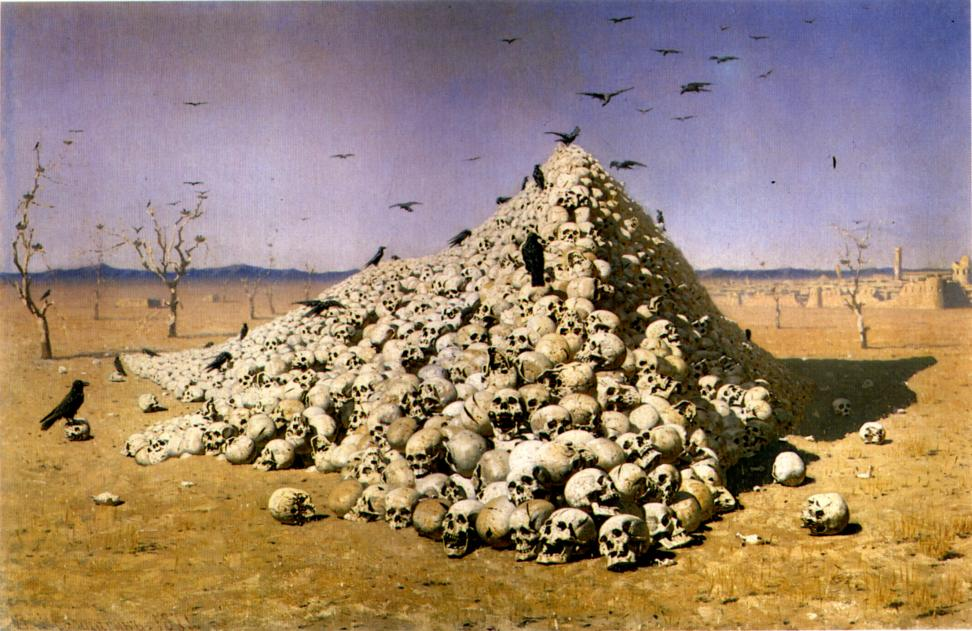
Wereschtschagin: Apotheose des Krieges (1871)

Die ethische Bewertung des Krieges als gewalttätige zwischenmenschliche Handlung unterliegt im Wesentlichen drei zeitlichen Kriterien. Seit dem Mittelalter ist das Recht zum Krieg und seit der frühen Neuzeit das Recht im Krieg als Betrachtungsdomäne etabliert, während seit dem Ende des Kalten Krieges die Verantwortlichkeit einer Besatzungsmacht oder eines konfliktlösenden politischen Akteurs als Nachkriegsrecht verstanden wird.
Der Politikwissenschaftler A.J. Coates identifiziert den Realismus, den Militarismus, den Pazifismus und die Theorie vom gerechten Krieg als die vier wesentlichen ethischen Grundhaltungen zum Krieg.
Diese haben weitestgehend den Charakter von Ideologien.

### Wirkungen

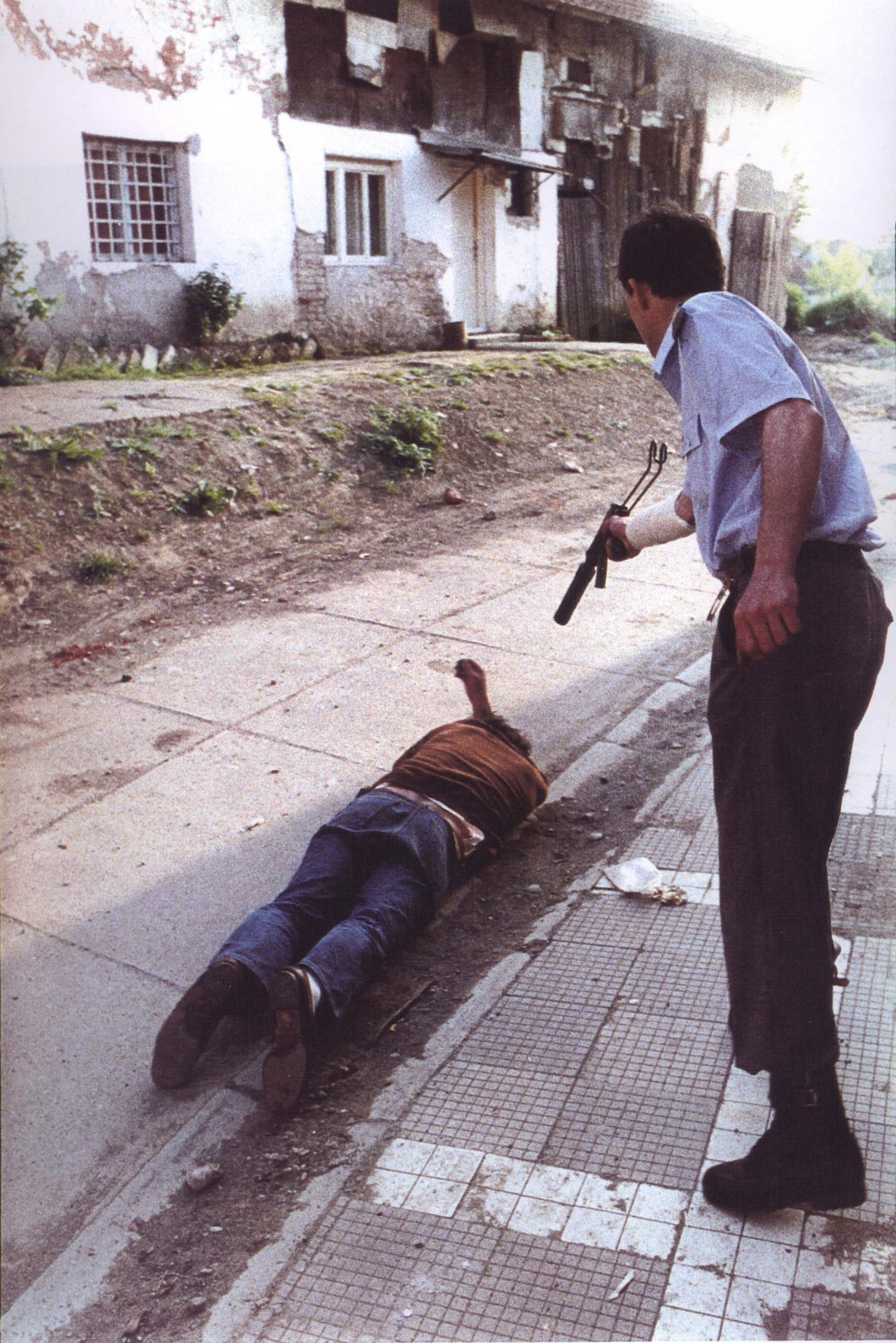
Der bosnisch-serbische Polizist Goran Jelisić erschießt sein wehrloses muslimisches Opfer (Brčko, Bosnienkrieg, 1992)

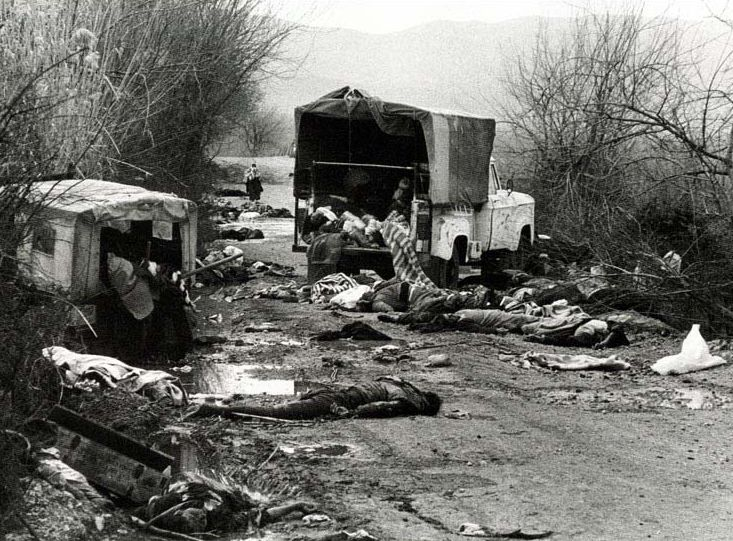
Massaker an iranischen Zivilisten durch irakische Truppen im Ersten Golfkrieg.

Jeder Krieg ist, neben dem Verlust von Infrastruktur oder Arbeitsplätzen, immer auch mit Tod und menschlichem Leid verbunden. Diese entstehen einerseits als gewollte oder hingenommene Folgen des Waffeneinsatzes gegen Menschen, andererseits aus strategischen Gründen (zum Beispiel beim Sprengen von Brücken oder durch Vergiftung von Grundnahrungsmitteln); zum Teil wird die Zerstörung von Gebäuden bzw. der allgemeinen Infrastruktur des Kriegsgegners aber auch bewusst herbeigeführt, um die Zerstörungskraft einer Armee zu demonstrieren und den Gegner einzuschüchtern (z. B. Shock-and-Awe-Strategie im Irakkrieg).
In vielen Kriegen wurden und werden Kriegsverbrechen begangen (z. B. Folterungen, Übergriffe auf die Zivilbevölkerung etc.). Das große Machtgefälle in Kriegsgebieten und die weitgehende Freiheit vor Strafverfolgung können in Verbindung mit der Allgegenwart des Todes natürliche Hemmschwellen abbauen.
Bei Kriegen ist mit dem großen Aufkommen von Flüchtlingen zu rechnen, für deren Betreuung und Versorgung Flüchtlingslager benötigt werden. Die Überlebenden eines Krieges leiden oft unter schwerwiegenden psychischen und körperlichen Verletzungen. Folgen entstehen auch für die nächste Generation, die Kriegskinder.
Der organisierte Einsatz von Waffen in größerem Umfang bedeutet fast immer die massenhafte Tötung von Menschen. Schon die ständige Rüstung zum Krieg erfordert Aufwendungen und verschlingt Mittel, die für andere Aufgaben fehlen. Auch wenn eine kriegführende Partei Todesopfer nicht anstrebt, werden sie immer als unvermeidbar in Kauf genommen. Wer diese Wirkung betrachtet, nennt diese Form der gewaltsamen Konfliktaustragung daher meist „staatlich organisierten Massenmord“ (Bertha von Suttner, Karl Barth). Darin kommt zum Ausdruck, dass das Phänomen des Krieges kaum wertneutral zu betrachten ist, weil es dabei immer auch um das Leben vieler und die langfristigen Perspektiven aller Menschen geht.

### Bedeutung
Kriege waren für die betroffenen Gesellschaften von entscheidender Bedeutung. Durch die offensive Kriegsführung des Römischen Reichs verbreitete sich die lateinische Zivilisation in weiten Teilen Europas, während die Kulturen der eroberten Völker sich entweder anpassten oder weitgehend verschwanden. Durch die mit der Völkerwanderung verbundenen Kriege wurden wiederum das Ende des Weströmischen Reiches und durch die Kriege im Zuge der Islamisierung das Ende des Oströmischen Reiches herbeigeführt. Die Auswirkungen des Zusammenbruchs des Weströmischen Reiches waren so gravierend, dass das zivilisatorische Niveau Süd- und Mitteleuropas Jahrhunderte benötigte, um wieder auf den Stand während der Hochkaiserzeit Roms zurückzufinden.
Vielen mesoamerikanischen Kulturen des Mittelalters diente die Kriegsführung zur Erlangung von Ansehen vor ihren eigenen Göttern sowie der Gefangennahme von Kriegen und Sklaven zur Opferung, so dass die unterworfenen Kulturen neben Tributzahlungen auch bevölkerungsseitig dezimiert wurden. Die permanente Kriegsführung unterband wirksam eine gesellschaftliche und kulturelle Weiterentwicklung, so dass alle mesoamerikanischen Kulturen beim Eintreffen der Europäer in Mittelamerika technologisch stark unterlegen waren und ihrerseits von diesen besiegt wurden.
Durch die Bauernkriege wurde der Protestantismus in Europa verbreitet, durch die Revolutionskriege der demokratische Gedanke. Durch den Faschismus in Deutschland wurden in Europa im Zweiten Weltkrieg fast 50 Millionen Menschen getötet und ganze Länder verwüstet. Hier benötigte es Jahre bzw. Jahrzehnte, um die Folgen dieses globalen Krieges zu bewältigen. Als direkte Folge des Zweiten Weltkrieges entstand die Montanunion, deren Nachfolger die heutige Europäische Union ist.
Neben den politischen Auswirkungen hat ein Krieg immer eine Vielzahl an negativen Folgen: So kann er die Bevölkerung eines Landes stark dezimieren. Durch den Zweiten Weltkrieg wurden bspw. ganze Jahrgänge und eine Vielzahl an Bevölkerungsschichten nahezu ausgelöscht. Ebenso drastisch sind die vielseitigen wirtschaftlichen Folgen. Die sozialen und psychischen Folgen eines Krieges, etwa durch extreme Verwerfungen in den Moralvorstellungen, durch das Zerreißen sozialer Bindungen, durch Spätfolgen von Misshandlungen und Vergewaltigungen, können bis in spätere Generationen nachwirken. Als ebenfalls schwerwiegende Auswirkung eines Krieges sind ggf. jahrzehntelanges Leid der Kriegsversehrten und die langdauernden Folgekosten für diese aufzuführen.

### Alternativen
Da als eine der rationalen Kriegsursachen der Kampf um Ressourcen gilt, werden Kriege umso unwahrscheinlicher, je günstiger Ressourcen einer Region für eine andere Region verfügbar werden, ohne in einer kriegerischen Auseinandersetzung unter Lebensgefahr erobert werden zu müssen. Damit sind Kriege wirtschaftlich umso uninteressanter, je besser die bestehenden Ressourcen im Wege von Vereinbarungen genutzt werden.
Alternativen zum militärischen Widerstand („Krieg“) sind, wenn man angegriffen wird, die Konzepte des „zivilen Widerstands“.

### Ablehnung des Krieges

Das Peace-Symbol – Zeichen des Friedens

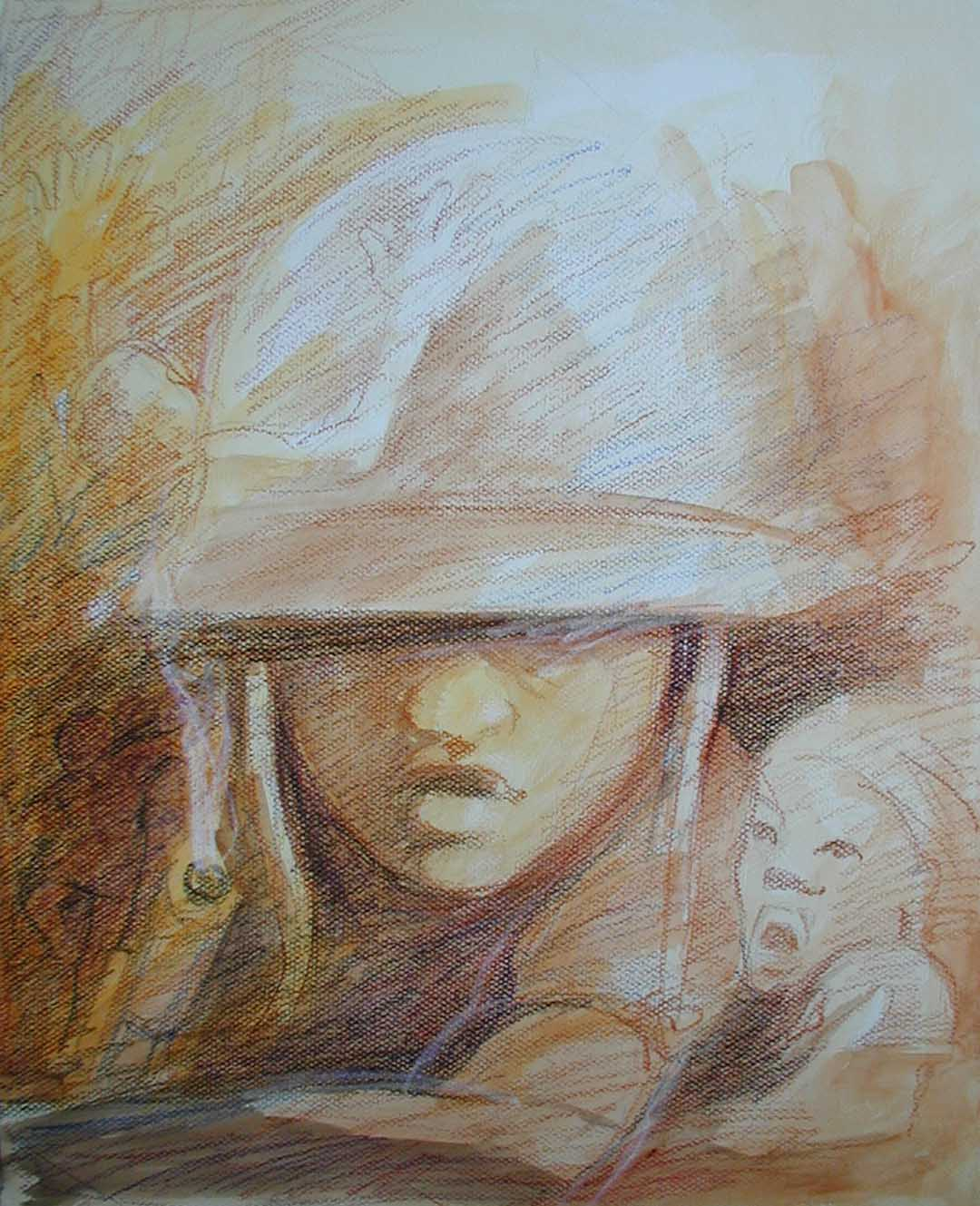
„Kindersoldat in der Elfenbeinküste, Afrika“, Gilbert G. Groud, 2007, Mischtechnik Tusche und Wachs

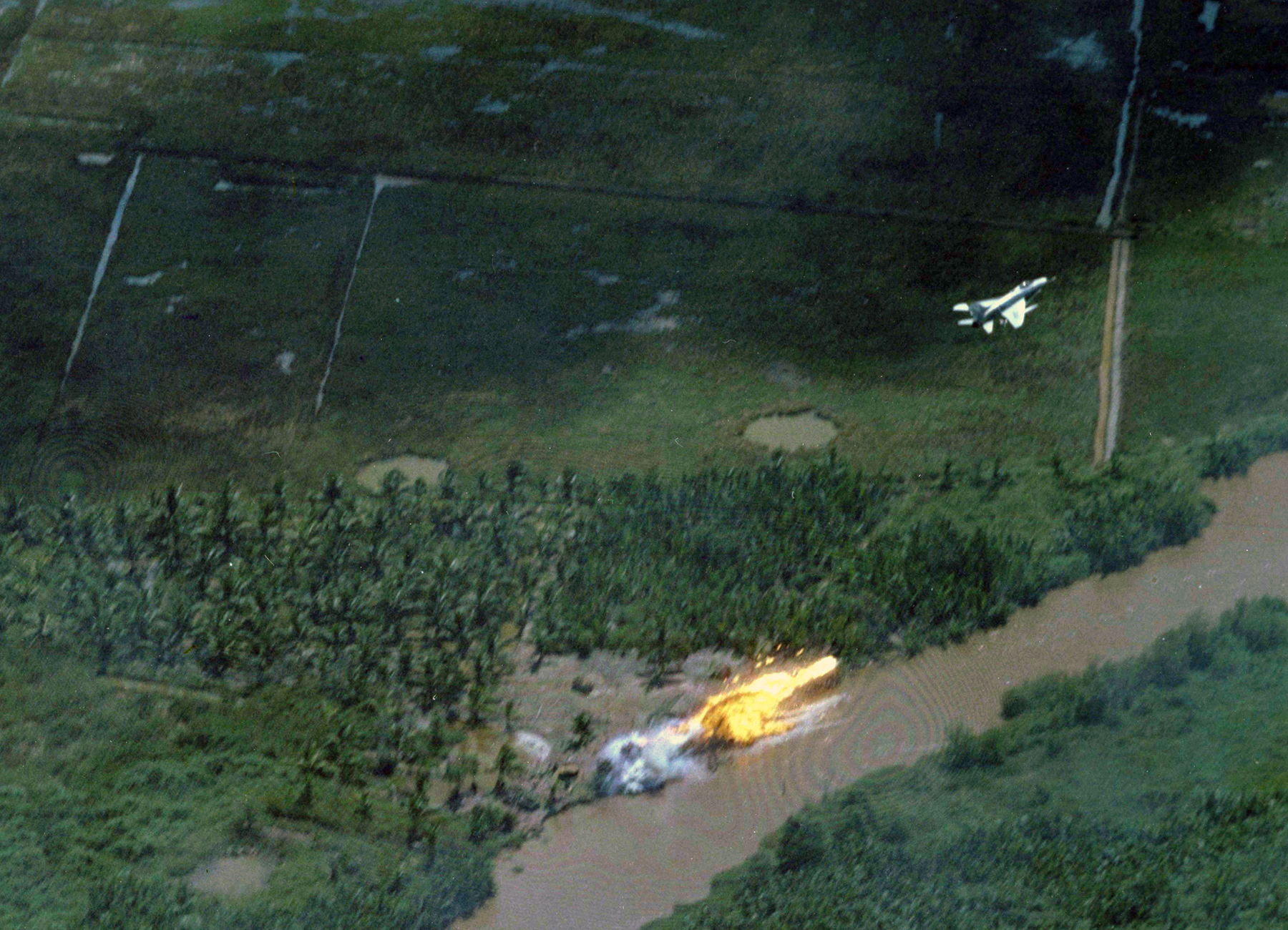
Vietnamkrieg 1966: Ein U.S.-Luftwaffenpilot führt mit seinem Kampfflugzeug vom Typ F-100D Super Sabre einen Napalmangriff auf eine vermutete Vietcong-Stellung aus. Napalm wurde in diesem Krieg großflächig von Südvietnam und den USA eingesetzt.

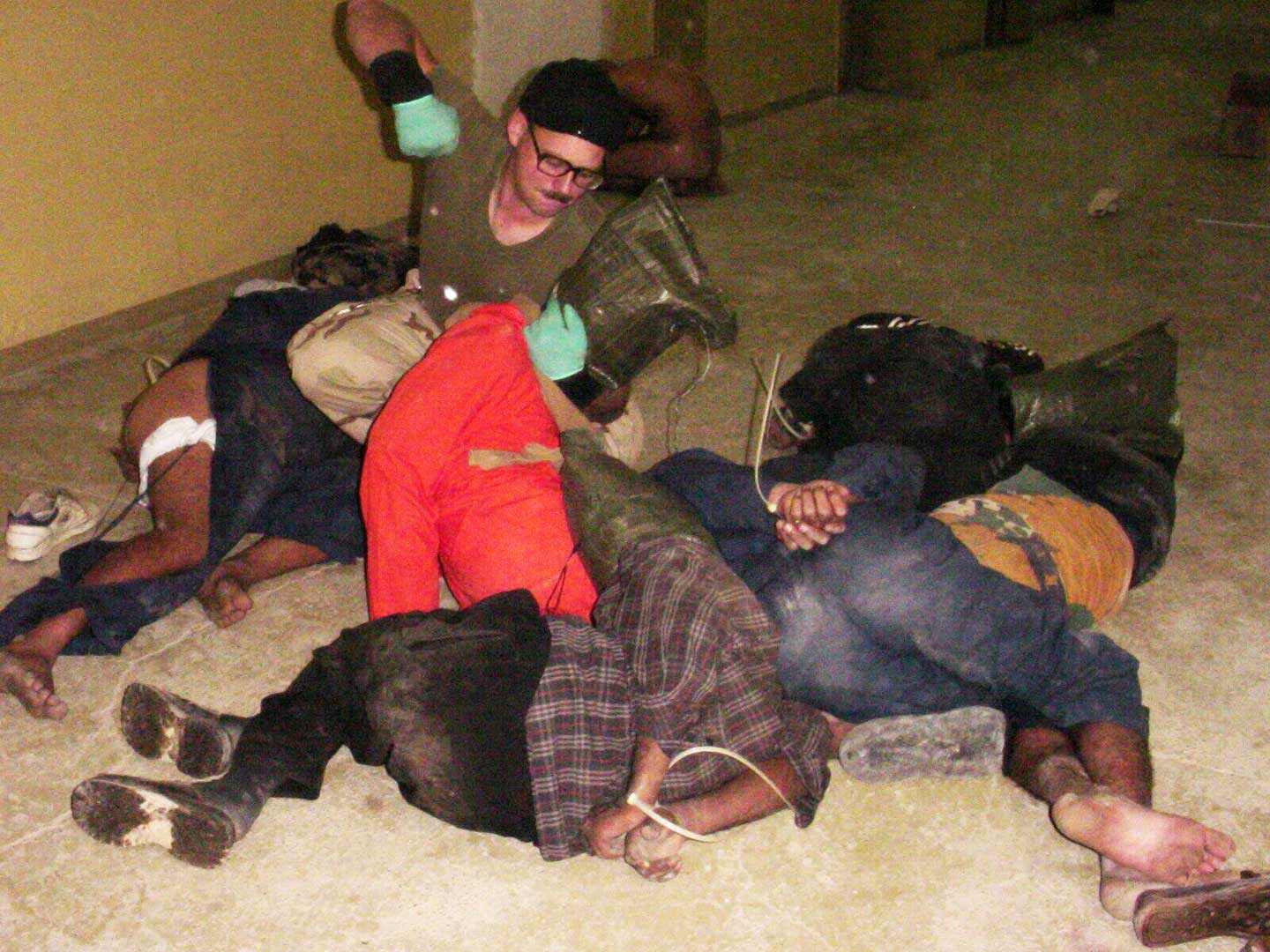
US-Soldat Charles Graner schlägt mehrere gefesselte Gefangene in Abu-Ghuraib.

Die menschliche Sehnsucht nach einem Frieden, der die „Geißel der Menschheit“ überwindet, ist uralt. Politische Friedensarbeit kann sich daher auf breite und heterogene Traditionen stützen. Nach verlorenen Kriegen neigt die Bevölkerung der besiegten Staaten dazu, Krieg generell abzulehnen. So kamen in Deutschland nach 1918 Formeln wie „Nie wieder Krieg“ auf (bekannt ist das Plakat von Käthe Kollwitz mit diesem Titel). Nach Siegen hingegen wird der Krieg oft verherrlicht. So gibt es zahlreiche Siegesdenkmale, Triumphbögen und anderen Erinnerungen an große militärische Erfolge.
In der chinesischen Kosmologie des Taotekings und der Philosophie von Laotse spielte die Kriegsvermeidung durch harmonischen Interessenausgleich eine wichtige Rolle.
In Indien, China und Japan breiteten Jainismus und Buddhismus eine Ethik der Gewaltlosigkeit, Toleranz und Friedensliebe aus, die seit 500 v. Chr. die Gestalt einer Weltreligion gewann.
In der griechischen Philosophie der Antike stellten Sokrates und die Skeptiker die Selbstverständlichkeit in Frage, mit der Wahrheitsbesitz beansprucht und angeblich ewige Rechte gegen andere verteidigt werden. Die Stoiker Zenon und Chrysippos wandten sich gegen das Kriegführen und stellten Überlegungen an, ob Kriege notwendig seien oder wie man sie vermeiden könne.
In allen europäischen Staatsutopien von Platon bis Thomas Morus spielte die Gewaltminderung durch ideale Gesetzgebung und Menschenbildung eine Rolle. Eine eindrucksvolle Anti-Kriegsschrift stammt von Erasmus von Rotterdam: Die Klage des Friedens.
Das Gottesbild des Judentums hat den weithin üblichen Einsatz der eigenen Religion zur Rechtfertigung der eigenen Kriege erschwert. In den Visionen der biblischen Heilsprophetie erscheint Gott als kommender Weltrichter, der die Völker zu endgültiger Abrüstung anweist: „Sie werden ihre Schwerter zu Pflugscharen und ihre Spieße zu Sicheln machen. Es wird kein Volk wider das andere das Schwert erheben, und sie werden hinfort nicht mehr lernen, Krieg zu führen. Ein jeder wird unter seinem Weinstock und Feigenbaum wohnen, und niemand wird sie schrecken. Denn der Mund des Herrn Zebaoth (der Heerscharen) hat es geredet.“ (Mi 4,2-4 )
Diese Weisung zur universalen Abrüstung hat Jesus Christus durch das prophetische Zeichen des Gewaltverzichts (Mk 11,7 /Sach 9,9 ) und die Selbsthingabe zur Versöhnung (Mk 14,22-24 ) im Neuen Testament bekräftigt. Darum ist der tätige Einsatz für weltweiten Frieden (Lk 2,14 ) für Christen wie für Juden integraler Bestandteil ihres Glaubens. (Röm 12,18 )
In der Neuzeit wurde der Gewaltverzicht im Westen von den Religionen entkoppelt. Immanuel Kant, Jean-Jacques Rousseau und andere Aufklärer strebten den „ewigen Frieden“ an und entwarfen rechtsstaatliche und demokratische Konzepte, um ihn herbeizuführen. Ludwig van Beethoven hat diesem Traum am Ende der 9. Sinfonie mit seiner Vertonung von Schillers Gedicht An die Freude („alle Menschen werden Brüder“) ein musikalisches Denkmal gesetzt. Arthur Schopenhauer sagt: Der Ursprung alles Krieges aber ist Diebsgelüst!
Im Zeitalter der europäischen Nationalkriege gewann das Völkerrecht, nach den verheerenden Erfahrungen des Ersten Weltkriegs der Gedanke eines Völkerbunds zur Kriegsverhinderung Akzeptanz. Der Briand-Kellogg-Pakt galt der Ächtung des Krieges als eines Mittels der Politik. Die UNO hat den Angriffskrieg verboten, den Weltfrieden zum Ziel aller Politik erhoben und erstmals ansatzweise wirksame Formen der Konfliktvermeidung und Konfliktlösung ermöglicht.
Diese Tendenzen wurden durch die ungeheure Steigerung der Vernichtungsmöglichkeiten im Krieg notwendig und gestärkt. Die UNO konnte Kriegsursachen wie ökonomische und politische Interessengegensätze jedoch nicht aufheben und viele Kriege nicht verhindern. Auch die Verbreitung von Massenvernichtungswaffen ließ sich bis heute nicht wirksam stoppen. Der am Ende des Kalten Kriegs eingeleitete Abrüstungsprozess kam seit den „neuen Kriegen“ zum Erliegen und wurde durch neue Aufrüstungstendenzen abgelöst. Internationaler Terrorismus und Antiterrorkrieg lassen die Gewaltbereitschaft weltweit noch weiter wachsen.
Eine Alternative zum Frieden gibt es im Zeitalter der Massenvernichtungsmittel nicht mehr. Spätestens seit Erfindung der Atombombe ist er „die Überlebensbedingung des technischen Zeitalters“ geworden (Heidelberger Thesen der EKD 1959).

### Aufwertung des Krieges
Oft wird der Krieg heroisiert. Kant beispielsweise schreibt:

„Selbst der Krieg, wenn er mit Ordnung und Heiligachtung der bürgerlichen Rechte geführt wird, hat etwas Erhabenes an sich und macht zugleich die Denkungsart des Volks, welches ihn auf diese Art führt, nur um desto erhabener, je mehreren Gefahren es ausgesetzt war und sich mutig darunter hat behaupten können: da hingegen ein langer Frieden den bloßen Handelsgeist, mit ihm aber den niedrigen Eigennutz, Feigheit und Weichlichkeit herrschend zu machen und die Denkungsart des Volks zu erniedrigen pflegt.“

Als Kriegsfetischismus bezeichnet man eine übersteigerte Begeisterung für den Krieg. Der Krieg wird dabei zumeist idealisiert. Kriegsfetischismus fand sich beispielsweise im Ersten Weltkrieg wie auch später im Nationalsozialismus. Der Krieg wurde dort als ehrenvoll, männlich und bewundernswert stilisiert.
Der Islam steht dem Thema Krieg innerlich gespalten gegenüber. Die traditionelle islamische Rechtslehre sieht einer Ansicht zufolge Frieden erst nach der Eroberung des gesamten Dār al-Harbs (Gebiet der Nichtmuslime) vor. Danach soll die gesamte Erde unter der Scharia in einer „pax islamica“ leben. Die Welteroberung geschieht mittels bewaffnetem Dschihad mit dem Ziel eines „Paradieses unter dem Schwert des Islams“. Eine andere innerhalb des Islams bereits im theologischen Diskurs des Mittelalters vertretene Ansicht (als Vertreter wären beispielsweise die Gelehrten An-Nawawi und al-Māwardī zu nennen) fasst jedoch den Begriff Dar al Harb und somit das Gebiet, gegen das Krieg geführt werden darf, wesentlich enger. Ihr zufolge gilt eine Gegend nämlich bereits dann als dār al-Islām, wenn Muslimen in ihr die freie Ausübung ihrer Religion möglich ist. Eine Auswanderung von Muslimen aus diesem – von Nichtmuslimen beherrschten – Gebiet sowie eine Bekriegung desselben als Dār al-Harb ist dieser Ansicht zufolge dann nicht geboten, ja sogar verboten.
Die Instrumentalisierung religiöser Ideale für politische Interessen fand einen Höhepunkt mit den Kreuzzügen des Mittelalters, die die heiligen Stätten „befreien“ und christliche Staaten errichten wollten. Die Kreuzzugs-Ideologie des ewigen Kampfes des „Guten“ gegen das „Böse“ spielt noch heute eine bedeutende Rolle – nicht nur im Islamismus oder bei US-amerikanischen Neokonservativen.

### Einordnung, Kontrolle und Kriegsrecht

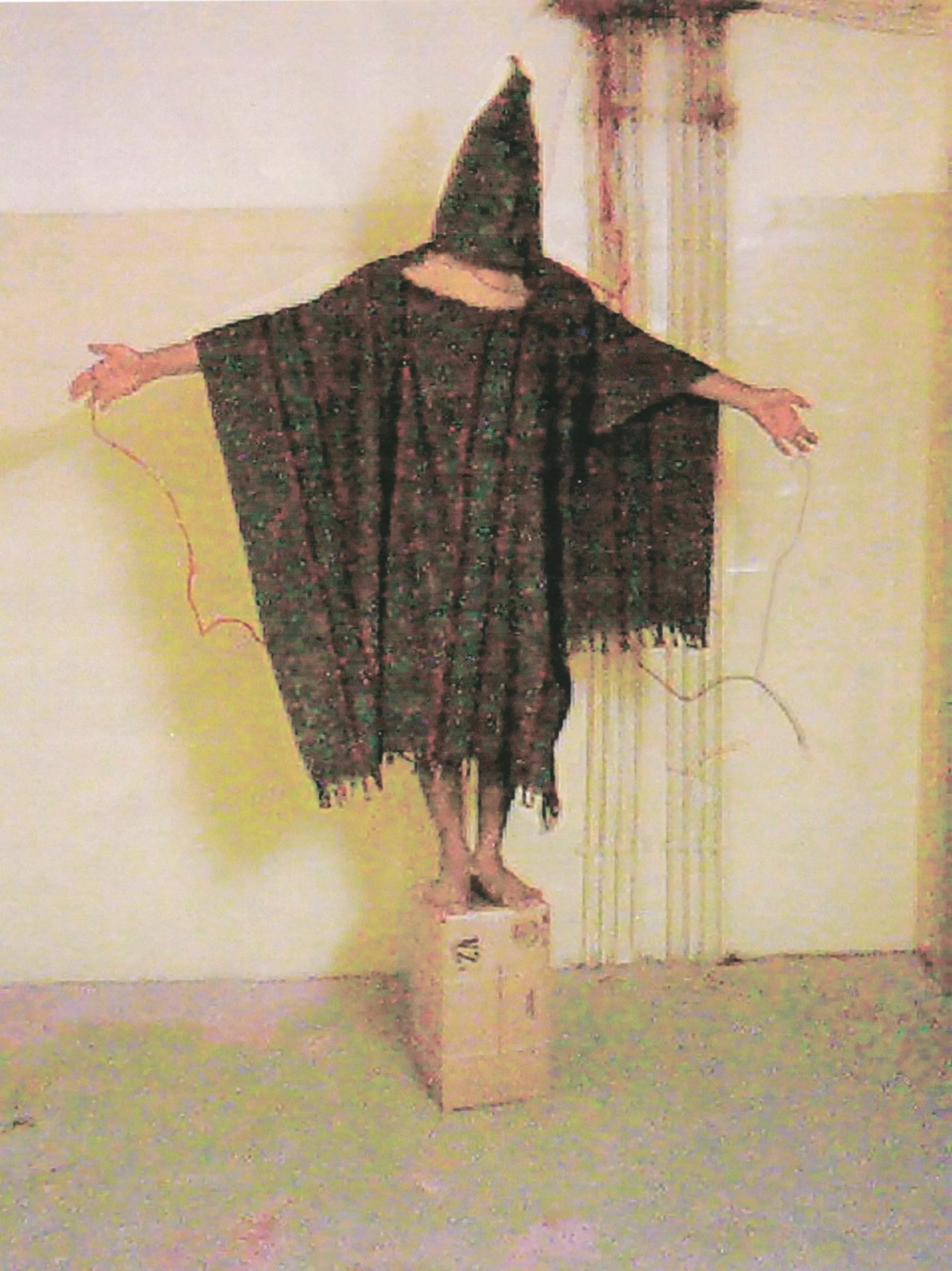
Das Bild des mit Elektroschocks gefolterten Satar Jabar wurde zum Symbol des Abu-Ghuraib-Folterskandals. An beiden Händen und am Penis waren stromführende Drähte befestigt. Ihm wurde angedroht, dass er durch Elektroschocks hingerichtet würde, falls er von der Kiste falle. Als das Foto an die Öffentlichkeit gelangte, leugneten die US-Stellen, dass die Kabel stromführend gewesen seien.

Immer wieder wurde in der Geschichte versucht, die Kriegsführung bestimmten Regeln oder moralischen Vorgaben zu unterwerfen, also zu einer Art Verhaltenskodex zu finden (siehe zum Beispiel Haager Landkriegsordnung). Die sich im Krieg Bahn brechende Aggression wird „höheren Werten“ unterworfen – und letztlich damit in Augen vieler Kritiker auch relativiert.
In der europäischen Literatur wird häufig so zwischen dem „geordneten“ und dem nicht geordneten Krieg unterschieden. Auf der anderen Seite stehen die, die – im Prinzip mit der gleichen Grundüberlegung – wirtschaftlichen Wohlstand als beste Kriegsprävention ansehen. Hier neigt man dazu, die Perversionen des ungehegten Krieges als Normalzustand des Krieges darzustellen. Daraus folgen Überlegungen, wie Krieg vermieden werden kann und wie man versuchen kann, einen ewigen Frieden zu erreichen. Der Krieg wird so als das absolute Böse angesehen, als das Werk von moralisch verkommenen Machthabern, die aus niederen Motiven ihr Land in einen Krieg stürzen.
Es gibt auch Ansichten, dass sich der Charakter des Krieges geändert habe und folglich heute ein „gehegter Krieg“ nicht mehr möglich sei. Dass sich die Formen des Krieges ändern, ist aber eine Feststellung, die so alt ist wie die Geschichte der Menschheit. Neue Kriegsformen wurden zu allen Zeiten als ordnungswidrig geachtet, häufig als Verstöße gegen eine göttliche Ordnung. Heute werden in der abendländischen Kultur bestimmte Kriegsformen als zulässig dargestellt (etwa Bombenabwürfe auf Städte, die Militär treffen sollen, aber auch Zivilpersonen gefährden), während andere Kriegsformen (etwa Selbstmordattentate, die nicht militärische Einrichtungen treffen) als unzulässig interpretiert werden. In der islamischen Welt halten viele Menschen dagegen Selbstmordattentate für legitim, wie nach den Anschlägen auf das World Trade Center 2001 erkennbar wurde.
Krieg ist nicht nur ein Mittel staatlich organisierter und gelenkter Politik. Neben den Staaten, die als kriegführende Seite ein Heer hatten, spielten offenbar zu allen Zeiten „nichtreguläre“ Gruppen im Krieg eine erhebliche Rolle: Kosaken, Jäger, Husaren, Rōnin, Partisanen, in der neuerer Zeit die Guerilla, Freischärler, Milizen und Taliban. Was nicht regulär ist, wird politisch diskutiert. Bei noch genauerem Hinsehen allerdings merkt man, dass die Theorie des irregulären Kämpfers (Partisanen) eine Weiterentwicklung der Clausewitzschen Theorie ist, wie sie die Clausewitz-Kenner Lenin und Carl Schmitt vorgenommen haben.
Somit scheitert auch der Versuch, zwischen einem Konflikt und einem formal erklärten Krieg zu unterscheiden und die Bezeichnung „Krieg“ auf jene Konflikte einzuschränken, die mit einer formalen Kriegserklärung einhergehen.

## Auswirkungen auf die Umwelt
Kriege haben immer stark negative Auswirkungen auf die Umwelt, da Landstriche durch Kriegshandlungen selbst zerstört und Ressourcen für die Kriegsführung ausgebeutet werden. Darüber hinaus können Kriege auch signifikant zur Verstärkung der globalen Erwärmung beitragen.

## Finanzieller Aspekt
Ein Krieg verursacht hohe Kosten in der Planung, Vorbereitung und Durchführung (siehe dazu Kriegsökonomie). Der finanzielle Aspekt spielt somit eine bedeutende Rolle in der Art und Weise der Kriegsführung. Je mehr Ressourcen einer Partei zur Kriegsführung zur Verfügung stehen, umso mehr Möglichkeiten hat sie, den Gegner zu bezwingen.
Die Rüstungsindustrie entwickelt und produziert Waffen. Sie erhält die Aufträge überwiegend im Auftrag einer Regierung oder Staatengemeinschaft. Die Rüstungsindustrie ist ein Wirtschaftszweig, der in Europa und den USA um etwa 1850 eine eigenständige Industrie wurde. Die Rüstungsindustrie ist in Friedenszeiten an den Kapitalmarkt gekoppelt.
Die größten Waffenlieferanten der Welt sind die Vereinigten Staaten von Amerika, gefolgt von Russland, Deutschland, Frankreich und Großbritannien. All diese Länder besitzen hochentwickelte Rüstungsbetriebe und stehen im gegenseitigen Konkurrenzkampf um die neuesten und wirkungsvollsten Waffensysteme.
Krieg kann nach Alan Milward, sofern er gut geplant ist, als starke Stimulans wirken und damit das ökonomische Wachstum anregen. So wurde Ende 1944 der Wert allein der im Krieg produzierten Kampfmunition auf alliierter Seite mit 180 Milliarden Dollar, auf Seite der Achsenmächte mit 100 Milliarden Dollar veranschlagt. Solche Werte wären vor dem Krieg für unmöglich gehalten worden. Doch für die Wirtschaftsentwicklung im weiteren Sinn, ziehen Ökonomen den Frieden vor.

## Krieg als Spiel
Kriegsspiele bilden Kriege in symbolischen Handlungen ab. Das Spiel vollzieht sich nach vorher vereinbarten Regeln, die strikt einzuhalten sind. Dazu gehört etwa, dass niemand bei dem Spiel absichtlich geschädigt werden darf. Es handelt sich um ein sogenanntes „Als-Ob-Handeln“, das erfahrene oder erdachte Wirklichkeiten imitiert.
Pauschale Kritik am Kriegsspielen erwächst meist aus einer persönlichen Betroffenheit angesichts der Gräuel der Kriege und einer vorschnellen Gleichsetzung der völlig unterschiedlichen Denk- und Handlungsebenen „Krieg“ und „Kriegsspiel“. Sie übersieht dabei in der Regel die Vielfalt dieser Spielgattung, die von einer abstrakten Symbolhandlung wie einer Fingerbewegung mit dem begleitenden Ruf „Peng, du bist tot, fall um!“, über historische Indianer- oder Ritterspiele, über Brettspiele wie das Schachspiel oder Bewegungsspiele wie das Völkerballspiel bis zu den Computerspielen mit galaktischen Fantasiegestalten reicht. Im weiteren Sinne zählen auch die großen Sportspiele wie etwa das Fußballspiel, bei dem jedermann problemlos von „Schießen“ und „Bomben“, von „Angriff“ und „Verteidigung“ spricht, zu den Symbolspielen mit kriegerischem Hintergrund. Unreflektierte Kritik übersieht, dass Spiel dort endet, wo aus dem Spiel blutiger Ernst wird. Sie verwechselt dabei die symbolische Handlungsebene des Spiels mit der Realität des brutalen tatsächlichen Krieges oder unterstellt unbewiesene und statistisch völlig abwegige Transfers zwischen den beiden unterschiedlichen Lebenswelten. Ähnlich anderen Imitationsspielen wie dem Arzt- oder Schulespielen folgt das Kriegsspielen nach Siegbert A. Warwitz der beobachteten oder fantasierten Wirklichkeit, nicht umgekehrt. Er weist ihm aus pädagogischer Sicht sogar eine mögliche wertvolle Perspektive zu, wo es gelingt, im Spiel Ängste zu verarbeiten oder dem Spielverhalten und Spielausgang in kreativer Weise positive Impulse zu geben. Dies verdeutlicht er etwa an der didaktisch aufgearbeiteten Version des Völkerballspiels, historisch eigentlich ein Genozid-Spiel, bei dem die symbolisch durch die „Waffe Ball“ auszurottenden Menschen des anderen „Volkes“ nach entsprechend veränderten Regeln sich durch eine Eigenleistung wieder selbst „verlebendigen können“. Gisela Wegener-Spöhring stellt fest, dass den Kriegsspielen mit der Chance, Aggressionen schadlos abzuleiten, auch eine wichtige psychologische Funktion zukommen kann. Mit kreativen Umwandlungen der Spielgedanken werden Eltern und Erzieher nach Warwitz wie Wegener-Spöring dem – ohnehin nicht verbietbaren, über die ganze Welt verbreiteten – Kriegsspiel und der Mentalität von Kindern besser gerecht als mit unüberlegten Verboten.

## Kriege im Tierreich
Kriegsähnliche Verhaltensweisen lassen sich auch im Tierreich beobachten. So führen rivalisierende Staaten (vor allem Ameisenstaaten) Kriege um Gebiete und Nahrung. Manche Ameisen-, Wespen-, Bienen- und Hornissenarten überfallen andere Staaten, um sie ihrer Rohstoffe und Nahrungsmittel zu berauben. Hierbei wird genau abgewogen, ob sich der Überfall auch lohnt – also der Verlust eigener Individuen durch den zu erwartenden Gewinn an Ressourcen in einem günstigen Verhältnis steht. Auch attackieren sich Ameisen, wenn ein Teil der Kolonie nicht mehr genetisch so homogen ist, wie der Rest (durch Gendrift oder schwindender Verwandtschaft zwischen den Königinnen).
Auch bei Schimpansen wurden schon wiederholt kriegerische Auseinandersetzungen zwischen verfeindeten Gruppen beobachtet. In manchen Fällen versuchten Gruppen von Schimpansen, das eigene Gebiet auf Kosten der Nachbarn zu vergrößern. Schon Jane Goodall berichtete in den 1970er-Jahren über solche Beobachtungen. (Siehe auch → Schimpansenkrieg von Gombe). In anderen Fällen fühlten sich Schimpansen vermutlich durch Holzfäller bedroht und flohen auf das Territorium einer benachbarten Gruppe, die ihr Revier mit Gewalt gegen die Flüchtlinge verteidigte.

## Literatur

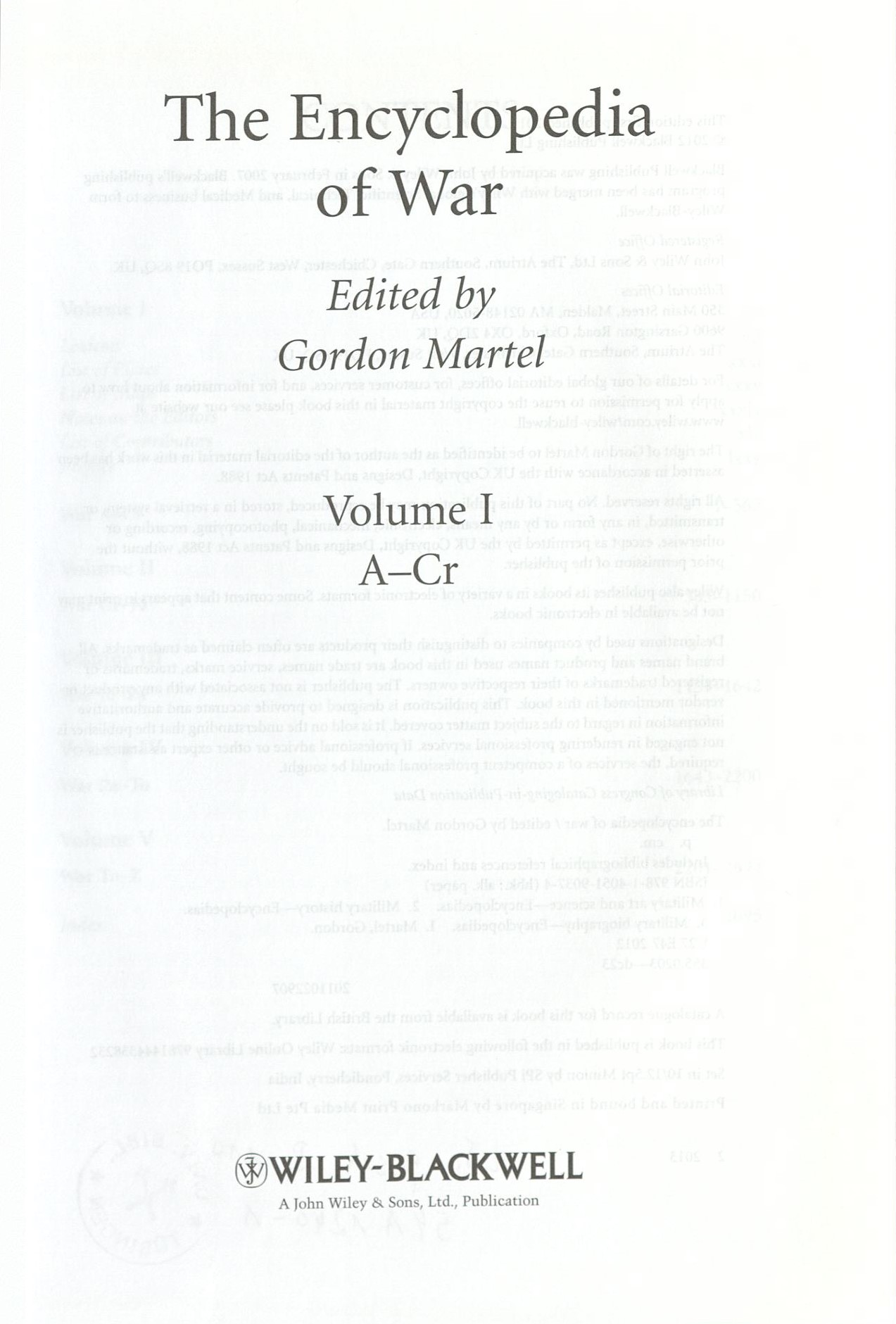
Herausgeber Gordon Martel (2012)